# Die Deutschland-Illusion
Die Deutschland-Illusion (sous-titre « Warum wir unsere Wirtschaft überschätzen und Europa brauchen », littér. « Pourquoi nous surestimons notre économie et avons besoin de l'Europe ») est un essai écrit par l’économiste allemand Marcel Fratzscher, paru en 2014. 
Le livre, qui s’adresse à un public profane allemand, s’applique à brosser un tableau nuancé de la situation économique de l’Allemagne et veut, tout en célébrant les succès réels du pays et les vertus de sa population, faire justice des préjugés et des idées fausses (« illusions ») répandus dans l’opinion publique allemande et par lesquels elle tend à surestimer ses performances économiques, à se voir comme une victime des politiques européennes, et à minimiser ce que l’Allemagne doit à la construction européenne. L’ouvrage s’articule en quatre sections, les trois premières consacrées aux trois grandes catégories dans lesquelles ces « illusions allemandes » peuvent être classées, et une quatrième sur les moyens de tirer l’Europe de la crise actuelle (2014) et de relancer le projet européen.
La première illusion contre laquelle l’auteur entend prévenir le lecteur est la confiance excessive dans la pérennité des succès économiques de l'Allemagne, lesquels, quoique spectaculaires à plusieurs égards (balance commerciale, excellente réputation des produits allemands, prompt redressement lors de la crise, etc.), ont aussi leur part d’ombre et leurs revers ; ce sont en particulier la faible hausse des salaires (qui pour le travailleur allemand moyen ont à peine augmenté depuis 2000) ; le sous-emploi (les entreprises allemandes, surtout celles du DAX, le principal indice boursier allemand, préférant souvent créer de l’emploi à l’étranger) ; l’expansion de la précarité (avec un doublement du nombre de CDD depuis 2000) ; le creusement des inégalités depuis vingt ans (en termes de revenus et de patrimoine, le nombre de propriétaires d’un bien immobilier restant très inférieur au reste des pays de l’OCDE) ; la carence des investissements tant privés que publics (qui sont retombés de 23 % du PIB au début de la décennie 1990, à 17 % en 2014, c’est-à-dire en dessous du taux d’investissement moyen de l’ensemble des pays de l’OCDE, et dont pâtissent plus particulièrement les infrastructures de communication et l’enseignement).
L’idée que l’Allemagne pourrait parfaitement se passer de l’Europe et de l’euro constitue la deuxième illusion. L’Allemagne est l’un des grands bénéficiaires de la monnaie commune, car son commerce est beaucoup plus tributaire des échanges internationaux que celui des autres pays européens. L’auteur, soulignant que ce sont surtout les intérêts d’investisseurs allemands, de banques allemandes, d’entreprises allemandes, de personnes privées allemandes, qui ont été préservés par la politique de la BCE lors des années de crise, appelle ses compatriotes à mener un dialogue plus rationnel sur l’Europe.
Un troisième fantasme présente l’Allemagne comme l’éternel dupe de l’Europe, sans cesse appelée à endosser la plus grosse part des risques financiers des programmes de secours européens, sans prendre part aux décisions. Pourtant, observe l’auteur, le poids et la stabilité économique et politique de l’Allemagne lui ont au contraire permis de marquer fortement de son sceau les décisions européennes. Concernant la politique de sortie de crise et les systèmes de sauvetage (FESF et MES), l'Allemagne a réussi à imposer le principe, auquel elle est très attachée, que l’octroi de fonds de secours soit subordonné à des conditions très strictes sur le plan budgétaire et à la mise en œuvre de profondes réformes de structure ; du reste, la politique de la Banque centrale européenne (BCE) est très largement la continuation de celle de la Bundesbank. La France étant, par son actuelle faiblesse économique, mais aussi politique, « sortie de la course », l’Allemagne apparaît désormais seule apte à assumer un rôle dirigeant en Europe.
La dernière section expose la vision allemande pour l’Europe (en fait la vision du groupe de Glienicke). Une élévation significative du niveau d'intégration économique et monétaire européenne, impliquant de nouveaux transferts de souveraineté et notamment la mise en place d’un gouvernement économique de la zone euro, serait l’unique solution durable. Ce gouvernement économique disposerait de son propre « eurobudget », alimenté par une contribution des États membres à hauteur de 0,5 ou 1 % de leur PIB. Il y aurait lieu de parachever l’union bancaire et de jeter les bases d’une union budgétaire ; cette dernière, qui impliquerait un certain degré de mutualisation, fonctionnerait cependant sur le principe de la responsabilité individuelle des États, assorti de mécanismes de sanction et de la possibilité de s’immiscer, en tant que de besoin, dans la politique budgétaire des États nationaux, afin de les inciter à mener une politique budgétaire viable. Selon l’auteur, l’Allemagne serait l’un des grands bénéficiaires d’un tel recentrage des pouvoirs au niveau européen, puisqu’elle ne subirait, pour son compte, aucune restriction, mais qu'elle aurait, dans le même temps, moins de risques à assumer venant d’autres États membres. L’Allemagne, affirme l’auteur, apparaît comme seule capable de tirer l’Europe de la crise politique et économique ; si, à cet effet, elle avait besoin de partenaires, elle ne devrait pas se tourner uniquement vers la France, mais aussi vers d’autres pays, par exemple vers son voisin à l’est, la Pologne. Par ailleurs, il y aurait lieu de jeter les bases d’une politique de sécurité et d’une politique extérieure communes, où un siège européen au Conseil de sécurité de l’ONU devrait être envisageable.
Ouvrage atypique, Die Deutschland-Illusion apparaît ainsi comme une contestation — émanant du bloc institutionnel lui-même, et ne remettant jamais en cause le cadre européen — du discours économique officiel allemand, c’est-à-dire de la doctrine ordolibérale monétariste, incarnée par la ligne Merkel-Schäuble. Le livre peut être considéré comme illustratif des dissensions qui existent au sein même des classes dirigeantes allemandes, Marcel Fratscher représentant la fraction de celles-ci qui entend renoncer à la vision allemande récessive et étriquée de l’Europe et qui s’attache à construire un projet pour l’Europe à laquelle les autres Européens puissent adhérer. La désintégration de l’Europe n’étant pas une option, ce nouveau projet passe nécessairement par la création d’un État européen fédéral, dont la zone euro pourrait être la prémisse. En contrepartie d’une mutualisation partielle des dettes publiques et d’une politique d’investissement hardie, les États nationaux auront donc à consentir à de nouveaux transferts de souveraineté, en particulier en matière budgétaire.

## L’auteur
Natif de Bonn, Marcel Fratzscher entreprend d’abord des études d’économie à l’Université Christian Albrecht de Kiel, obtenant en 1992 une licence en sciences économiques, puis il poursuit sa formation à l’université d’Oxford, en Grande-Bretagne. En 1996, il obtient une maîtrise en gestion publique (Master of Public Policy) à la John F. Kennedy School of Government de l’université Harvard, à Cambridge (États-Unis). Enfin, il obtient, en 2002, un Ph.D. en sciences économiques à l’Institut universitaire européen de Florence.
Il est employé[Quand ?], pendant de brèves périodes, chez Mwaniki Associates au Kenya et à la Banque asiatique de développement aux Philippines. Il travaille en 1996 à la Banque mondiale. Lors de la crise asiatique de 1997–1998, il est conseiller en macroéconomie au Harvard Institute for International Development de Jakarta, en Indonésie, et, à ce titre, assiste le gouvernement indonésien en matière de politique économique tout au long de la crise financière.
Il travaille de 2000 à 2001 au Peterson Institute for International Economics à Washington D.C..
Depuis avril 2001, Marcel Fratzscher travaille à la Banque centrale européenne à Francfort, d’abord comme Senior Economist and Economist au sein du directorat Macro-économie, puis en tant que Adviser et Senior Adviser au directorat international. À partir de 2008, il dirige le département International Policy Analysis (Analyse de politique économique internationale, composé de 24 membres) de la Banque centrale européenne, où il est chargé de définir le point de vue de la banque sur des sujets internationaux, tels que les marchés financiers internationaux, le commerce, les taux de change, la stabilité mondiale des marchés financiers, les questions spécifiquement nationales ou régionales d’Asie et d’Amérique latine, et l’architecture internationale des marchés financiers et de ses institutions (notamment les sujets liés au Fonds monétaire international, au G20, ou au G7). 
Parallèlement, il enseigne la finance internationale dans le cadre d’un programme doctoral à l’université Goethe et détient, depuis début 2013, une chaire « sectorielle » de macro-économie au DIW de l’université Humboldt.
Comme chercheur, Marcel Fratzscher privilégie les sujets de macroéconomie internationale appliquée, d’économie monétaire et de finances publiques ;  il s’est en particulier penché sur les mécanismes de transfert lors de la crise financière mondiale de 2007–2010, mais il étudie aussi les stratégies de communication des banques centrales, avec les marchés financiers et avec le public.

## Contenu de l’ouvrage

### Première illusion: un second miracle économique allemand
Après une régression ininterrompue dans les années 1990 et dans les premières années de la décennie 2000 — au point que l’Allemagne sera surnommée « l’homme malade de l’Europe » par la revue The Economist —, l’économie allemande se rétablit remarquablement dans les dix années précédant l’écriture de ce livre (2014). Ce redressement repose principalement sur trois grandes réussites.

#### Le miracle de l’emploi
La première est le miracle de l’emploi (la baisse du nombre de chômeurs de plus de 5 millions en 2005 à moins de 3 millions en 2014), qui s’explique, selon l’auteur, par l’attitude responsable des partenaires sociaux qui permit de neutraliser les graves effets des deux crises (européenne et mondiale). Un aspect important fut l’accord entre employeurs et syndicats sur la flexibilisation du temps de travail ; ainsi les travailleurs eurent-ils la possibilité, durant les années relativement fastes de 2006 à 2008, d’alimenter en heures supplémentaires un compte épargne-temps (Zeitkonto), de sorte que, quand la crise financière mondiale consécutive à la débâcle de Lehman Brothers en septembre 2008 frappa massivement l’économie allemande, les travailleurs purent puiser dans leur provision d’heures supplémentaires, tout en gardant leur plein salaire. Cette stabilité salariale fut possible parce que les entreprises avaient accumulé des réserves pendant les années de prospérité, permettant d’amortir en partie la baisse des commandes pendant la crise.
Les autorités allemandes mirent en place des régimes de travail à temps partiel, grâce auxquels les entreprises, malgré la mauvaise situation de l’économie, gardèrent leurs salariés, au lieu de les licencier. Mais pour les entreprises aussi, cela se révéla, en définitive, avantageux : les licenciements auraient en effet occasionné des frais beaucoup plus importants, car il eût fallu, la reprise venue, investir dans l’embauche et la formation de nouveaux salariés. Ce système fit en sorte que les revenus des travailleurs restent relativement stables, quoique l’économie allemande se fût contractée de plus de 4 %. En outre, ces revenus soutenaient la demande intérieure allemande.
Un autre aspect fut la grande flexibilité, tant des salariés que des employeurs, lors de la conclusion de conventions collectives, flexibilité qui permit de s’adapter à l’évolution économique générale et de trouver aisément des solutions taillées sur mesure. Dans les secteurs les plus performants, affichant des taux de croissance plus élevés, les hausses de salaires furent beaucoup plus importantes. Grâce à la flexibilité et la volonté de compromis des partenaires sociaux, le taux de chômage put entamer sa baisse et le marché allemand du travail se stabiliser.
À cet aspect, s'ajoutent des facteurs conjoncturels pour expliquer le rétablissement de l’économie allemande. Alors que le pays avait été lourdement frappé par l’effondrement du commerce mondial à la suite de la crise financière de 2008-2009, il put, grâce au prompt rétablissement des pays émergents d’Asie, d’Amérique latine et d’Europe de l’Est à partir de 2009, se sortir de la crise à son tour. La grande ouverture de l’économie allemande, c’est-à-dire son fort positionnement dans le commerce international et son étroite interconnexion économique avec l’Europe et le monde, furent ici, souligne l’auteur, des aspects décisifs.
Une grande partie des exportations allemandes consistent en biens d’investissement, vendus à la Chine et à d’autres grands pays émergents. La demande de tels biens est beaucoup moins tributaire des variations conjoncturelles que les biens de consommation. Si donc, par cette dépendance aux exportations, la récession de fin 2008 et début 2009 pesa très lourdement sur l’économie allemande, elle ne fut en revanche que de très courte durée ; au demeurant, les mesures décidées par les partenaires sociaux et les aides de l’État n’auraient pas pu opérer indéfiniment. À l’inverse, les voisins européens de l’Allemagne, à l’économie moins ouverte, ont, après 2009, moins tiré profit de la dynamique retrouvée de l’économie mondiale.

##### Le revers du succès: sous-emploi et emplois précaires
Pourtant, à regarder les choses de plus près, c’est à un tableau beaucoup plus nuancé de la situation allemande que l’on arrive. 
Tout d’abord, près de trois millions de chômeurs n’équivaut pas au plein emploi. Selon la plupart des études scientifiques, la notion de plein emploi se situe bien en deçà de l’actuel taux de chômage en Allemagne. En outre, de plus en plus d’Allemands travaillent à l’heure actuelle à temps partiel, à telle enseigne que le temps de travail cumulé de tous les travailleurs n’a guère augmenté depuis l’an 2000, ce qui tend à relativiser ce « miracle de l’emploi ». Des enquêtes ont montré que nombre de travailleurs à temps partiel aimeraient effectuer davantage d’heures ; cela vaut surtout pour les femmes. En d’autres termes, si le problème du chômage s’est amélioré, celui du sous-emploi persiste. La situation apparaît plus grave encore si l’on prend en compte le groupe des personnes formant ce qu'on nomme la « réserve silencieuse », c’est-à-dire ceux qui veulent travailler, mais que les statistiques ne comptabilisent pas comme demandeurs d’emploi ; ce groupe est évalué, en Allemagne, à un million de personnes. 
De plus, le nombre de personnes en situation de précarité professionnelle a augmenté. Le nombre de travailleurs en contrat de travail à durée déterminée (CDD) a ainsi doublé, passant de 1,3 million en 1996 à 2,7 millions en 2014. Cela concerne les contrats de travail par lesquels les entreprises embauchent des travailleurs uniquement pour des tâches déterminées et pour des durées limitées. C’est pourquoi le gouvernement fédéral allemand a engagé une réforme fondamentale de ce type de relations de travail. Mais le danger existe que ces réformes aillent trop loin, car ces contrats peuvent aider à mettre au travail certaines personnes qui, sinon, n’auraient eu aucune chance d’accéder au marché du travail. En 2012, environ 39 % des travailleurs en CDD ont ainsi pu accéder à un contrat à durée indéterminée.

##### Évolution décevante de la courbe des salaires
Depuis 2000, c’est à peine si les salaires réels ont augmenté pour le travailleur allemand moyen. Dans les quinze dernières années, les salaires ont augmenté plus fortement dans les pays de l’UE et industrialisés qu’en Allemagne. La raison de cette évolution divergente des salaires en Allemagne doit, selon l’auteur, être cherchée dans les années précédant le début de la crise financière mondiale de 2008. Mais, même pendant cette crise et pendant la crise européenne, les travailleurs allemands n’ont pas vu leur retard salarial se combler.
Il y a lieu d’examiner d’abord la question de l’opportunité de rattraper ce retard. Si l’évolution des salaires excède l’évolution de la productivité, existe alors le danger que les entreprises réduisent l’emploi et délocalisent leur production vers l’étranger. Ce risque est particulièrement grand pour l’Allemagne, car aucune économie nationale n’est aussi ouverte et aussi imbriquée dans l’économie mondiale que l’économie allemande. Dans les faits, les entreprises allemandes ont investi massivement à l’étranger depuis 1990. Dans beaucoup de cas, ces entreprises ont certes en partie préservé l'emploi en Allemagne, mais c’est néanmoins dans d’autres pays que la plupart des nouveaux postes ont été créés. Ainsi, par exemple, les entreprises du DAX 30 — les 30 plus grandes entreprises allemandes cotées en bourse, et donc, il est vrai, pas tout à fait représentatives — ont-elles créé 37 000 nouveaux postes de travail en 2013, dont seulement 6 000 en Allemagne même.

##### Le grand défi de la justice sociale
Le ménage allemand moyen dispose en 2014 d’un revenu disponible 3 % plus faible qu’en l’an 2000. De surcroît, les revenus sont répartis de façon nettement plus inégale en 2014 que dans les années 1990. La frange des 10 % de ménages aux revenus les plus bas dispose aujourd’hui d’un revenu de 5 % plus faible qu’en 2000, alors que la frange de 10 % des ménages les plus nantis ont vu leurs revenus augmenter de presque 15 %. Cela veut dire que près de 60 % des ménages allemands disposent d’un revenu inférieur à ce qu’il était en 2000. L’évolution du coefficient de Gini témoigne que l’inégalité n’a quasiment jamais cessé d’augmenter depuis le début de la décennie 1980 ; cela fut vrai en particulier jusqu’en 2005, année après laquelle le niveau d’inégalité n’a plus fondamentalement évolué, en dépit de la forte croissance de l’emploi en Allemagne. Les disparités de revenu restent néanmoins plus prononcées encore dans la plupart des autres pays industrialisés et dans les autres États de l’UE ; elles sont les plus fortes aux États-Unis et en Grande-Bretagne.
Quant au patrimoine des Allemands, une étude de la Banque centrale européenne (BCE) a montré, à la consternation de beaucoup, que les ménages privés en Allemagne disposaient d’un patrimoine très inférieur à celui des ménages analogues dans les pays européens voisins de l’Allemagne. Cela est en grande partie lié au fait que beaucoup moins d’Allemands sont propriétaires d’un bien immobilier. Ainsi, seuls 38 % possèdent le logement qu’ils occupent, ce taux dépassant 70 % en Espagne et en Grande-Bretagne. De plus, ce patrimoine est très inégalement partagé, l’Allemagne étant le pays de la zone euro présentant la plus forte inégalité de patrimoine. Dans les années 1990, cette inégalité s'est creusée, atteignant un haut niveau dans les années 2000. Par ailleurs, on constate de grandes disparités au sein même de l’Allemagne ; ainsi les habitants de l’ancienne Allemagne de l’Est possèdent-ils, avec 41 000 euros de patrimoine en moyenne par personne, moitié moins que les habitants de l’Allemagne occidentale. S’y ajoutent enfin de grandes différences d’un groupe social à l’autre. Près de 28 % des adultes en Allemagne ne possèdent aucun patrimoine, voire un patrimoine négatif. L’un des principaux rôles du patrimoine est de prémunir son détenteur contre d’éventuels changements néfastes, par exemple la perte de son emploi ou la disparition d’une partie de ses revenus. Un patrimoine peu abondant comporte donc un risque accru de pauvreté dans les décennies à venir, surtout dans l’est de l’Allemagne. Même si le gouvernement allemand a permis, par sa réforme de l’assurance-vieillesse, un considérable transfert de cette prévoyance vers le secteur privé, les valeurs patrimoniales accumulées par cette voie sont jusqu’en 2014 demeurées comparativement faibles, et la moitié de la population adulte en Allemagne détient moins de 17 000 euros de patrimoine net.
Dans presque tous les pays du monde, les inégalités de revenu et de patrimoine ont connu une nette hausse depuis les années 1990 ; la croissance économique relativement faible des pays industrialisés tend d’ailleurs à renforcer les disparités de patrimoine, l’expérience ayant en effet montré que ce sont surtout les personnes au patrimoine élevé qui se révèlent les plus habiles à augmenter leur niveau de vie, même pendant les phases de ralentissement économique.
Des inégalités très prononcées peuvent être économiquement nocives, et il importe d’en cerner les causes. Découlent-elles d’une forte inégalité des chances, d’une grande différence de qualité de formation, ou de limitations d’autre sorte ? En ce cas, les fortes inégalités dénotent aussi l’existence, dans l’économie nationale concernée, d’une forte entrave à la dynamique économique et au développement de la prospérité.
Le risque de pauvreté relative a sensiblement augmenté en Allemagne. Si, à la fin de la décennie 1990, environ 10 % de la population allemande était exposée au risque de pauvreté, ce chiffre s’est accru ensuite pour atteindre en 2014 près de 14 %.
La mobilité sociale et l’égalité des chances se sont nettement détériorées en Allemagne depuis la décennie 1990. L’égalité des chances signifie qu’un travailleur a, indépendamment de son milieu social d'origine, la possibilité de s’élever socialement et d’améliorer sa condition et ses revenus grâce à sa bonne qualification, par son travail assidu et par ses capacités intrinsèques. Une telle mobilité sociale est, affirme l’auteur, d’une importance fondamentale pour une économie de marché en bon état de fonctionnement. Pourtant, le nombre d’Allemands qui stagnent depuis de nombreuses années dans la même classe de revenus a augmenté sensiblement depuis le début des années 1990. De même, la mobilité éducative apparaît très faible en Allemagne, 70 % des enfants de diplômés universitaires bénéficient à leur tour d’une formation universitaire, contre seulement 20 % des enfants d’ouvriers et de non universitaires.

##### Avantages et périls du salaire minimum
En 2013, au lendemain des élections, le gouvernement allemand décida d’instaurer un salaire horaire minimum généralisé de 8,50 euros, qui devrait être introduit graduellement de début 2015 à début 2017. Au moment où cette mesure fut prise, il y avait en Allemagne entre 4 et 5 millions de salariés gagnant moins que cela ; certains parmi eux étaient si mal rémunérés que porter leur salaire à 8,50 euros par heure équivaudrait à une hausse de salaire de 30 %, ce qui est énorme. Cela concerne principalement les femmes et les salariés d’Allemagne de l’est. En 2011, 27 % des travailleurs dans l’est de l’Allemagne gagnaient moins de 8,50 euros de l’heure, contre seulement 15 % dans la partie occidentale du pays ; parmi ceux n’ayant qu’un faible temps de travail, plus d’un sur deux gagnait moins que cette limite, ainsi que ceux dépourvu de tout diplôme.
Selon l’auteur, cependant, croire que la mise en place du salaire minimum pourrait réduire l’inégalité de revenu disponible relève du mythe. Cet espoir risque d’être déçu car la hausse du revenu disponible pourrait se révéler beaucoup plus limitée que la hausse du salaire brut, par l’effet de la hausse des prélèvements et des cotisations. Des études prévoient que l’instauration du salaire minimum aura le même effet qu’une hausse de salaire ponctuelle généralisée de moins de 1,5 %. L’incidence que cette mesure est susceptible d’avoir sur l’emploi est l’objet de controverses. Il ne peut pas être exclu que certaines institutions et entreprises soient incapables de verser un salaire de 8,50 euros par heure. Ce souci n’est pas sans fondement ; si l’on tente de déterminer quelles entreprises payent moins que le futur salaire minimum, on s’aperçoit qu’il s’agit surtout de petites entreprises d’Allemagne de l’est, appartenant au secteur des services, et dont l'effectif ne dépasse pas dix personnes. Les estimations quant au nombre de postes de travail que le salaire minimum ferait disparaître divergent amplement, de quelque 100 000 à un million. C’est pourquoi l’attention s’est portée surtout, lors de la mise en application de la mesure, sur les modalités de dérogation propres à éviter ces effets négatifs sur l’emploi. Les exemptions envisagées concerneraient par exemple les retraités, les lycéens et les étudiants, ce qui engloberait au total plus d’un million de personnes. Mais on craint, qu’à leur tour, ils ne soient susceptibles d’être préférés, pour certains postes, aux bénéficiaires du salaire minimum, entraînant un effet de substitution. Cette mesure pourrait refouler davantage de salariés vers les « minijobs » ou les emplois précaires, et, de plus, présenter le risque que les salariés concernés soient plus nombreux à devoir effectuer des heures supplémentaires non rémunérées ou à être contraints à travailler au noir. En tout état de cause, l’État aura à exercer un strict contrôle.
Le salaire minimum se répercutera négativement sur l’emploi, et il vaut mieux, estime l’auteur, exprimer ce fait ouvertement et honnêtement, sans chercher à l’occulter. Il est beaucoup plus important de savoir si, et à quel degré, la productivité des travailleurs peut être relevée et améliorée. Si on y parvient, par exemple par une hausse des investissements et des innovations, la croissance et, par conséquent, l’emploi et les revenus en sortiraient renforcés.
Il existe aussi le danger que les mesures envisagées « n’enfoncent un coin » entre les personnes bénéficiaires de ces mesures et celles qui seraient laissées pour compte. Il faudra se garder de léser ceux que l’on veut aider, les chômeurs, les personnes ayant un contrat à durée déterminée, et ceux qui tentent d’entrer dans le monde du travail.
En attendant, la politique économique devrait viser à minimiser les effets sur l’emploi et à assister les entreprises concernées. Selon l’auteur, les objectifs sociaux ne peuvent être atteints que dans une très faible mesure par une régulation renforcée de l’État. Il est beaucoup plus important de remédier durablement aux dysfonctionnements qui ont provoqué la situation d’inégalité. On sait que les plus faibles socialement, les chômeurs et les mal payés, sont peu formés et n’ont qu’une faible mobilité sociale, ce qui indique que les pouvoirs publics doivent agir avant tout dans le champ de l’enseignement et de la formation professionnelle. Préoccupé surtout par l’objectif de redistribution, le gouvernement allemand tend à négliger d’œuvrer pour une croissance durable à long terme. Plutôt que de chercher à mieux répartir la richesse existante, le gouvernement devrait, estime l’auteur, davantage miser sur une amélioration de la prospérité économique générale.

#### L'Allemagne championne des exportations et État vertueux

##### Réussite de l’économie allemande sur les marchés mondiaux
D’après l’auteur, l’histoire de cette réussite peut se ramener à la capacité de l’État allemand, d’une part, à soutenir son économie durant la crise financière mondiale et durant la crise européenne de la dette, et, d’autre part, à consolider ses comptes. L’Allemagne est l’un des très rares pays industrialisés à présenter des comptes publics excédentaires et à amortir sa dette publique.
La part des exportations allemandes équivaut à 40 % du produit intérieur brut (PIB), soit une valeur d’à peu près 1 100 milliards d’euros par an. Mais les importations sont également, en termes absolus, très élevées, et se situent en 2014 aux alentours de 33 % du PIB, soit 900 milliards d’euros annuels. Dans beaucoup d’autres économies nationales de taille analogue, ces taux ne dépassent souvent pas la moitié de ce qu’ils sont en Allemagne, voire se situent beaucoup plus en dessous encore. En 1999, les exportations ne représentaient encore que 25 % du PIB. 
Les exportations ont été le facteur le plus important de la croissance économique allemande depuis les années 2000. Marcel Fratzscher souligne qu’une grande ouverture rend une économie nationale en général beaucoup plus stable, étant donné qu’un choc négatif et une évolution défavorable peuvent alors s’absorber beaucoup plus facilement que si l’économie est fortement dépendant de son propre marché ou d’un petit nombre d’autres économies nationales. Cette ouverture est la principale raison pour laquelle l’Allemagne s’est aussi promptement et aussi durablement rétablie de la crise financière mondiale de 2008-2009 ; en effet, les pays émergents connurent une reprise dès 2009, sur fond de retard à rattraper, de politique monétaire souple et d’importants flux de capitaux à destination desdits pays. L’Allemagne, plus qu’aucun autre pays, sut tirer profit de cette relance car ces pays émergents avaient d’abord besoin de biens d’investissement, afin de constituer leurs capacités de production et c’est souvent en biens allemands qu’ils se fournirent. De la sorte, l’Allemagne put progressivement s’affranchir de sa forte dépendance à l’égard de l’Europe. Ainsi, si ses échanges avec ses voisins européens reculèrent nettement, ce recul fut plus que compensé par une demande accrue de biens et services allemands de la part de l’Asie, de l’Europe orientale et de l'Amérique du sud. Les échanges de l’Allemagne avec ses voisins européens restent certes encore importants, mais ne correspondent plus qu’à environ un tiers de ses exportations.
La crise européenne eut en revanche un fort impact négatif sur l’économie intérieure de l’Allemagne, se traduisant par une demande intérieure de consommation affaiblie et par un net ralentissement des investissements. C’est donc presque exclusivement les exportations qui, dans les années 2010 et 2011, soutinrent et stimulèrent la conjoncture allemande.
La haute compétitivité des entreprises allemandes explique pourquoi les exportations allemandes ont augmenté plus que le commerce mondial. La quasi-totalité des pays industrialisés ont massivement perdu des parts de marché sur le marché mondial, y compris dans les secteurs où ces pays ont des avantages comparatifs, tandis que ne cesse d’augmenter la part des pays émergents, qui ne produisent plus seulement des produits à haute intensité de travail, mais s’affirment de plus en plus sur les marchés à haute intensité capitalistique et technologique. Depuis l’an 2000, l’Allemagne a vu ses parts de marché grossir de près de 10 % sur les principaux marchés d’exportation ; sont concernés surtout les biens d’investissement à haute valeur ajoutée intérieure. Une des forces de l’économie allemande, rappelle l’auteur, est son Mittelstand, c’est-à-dire la multitude d’entreprises spécialisées dans un nombre limité de produits, et qui apparaissent extrêmement innovantes et flexibles ; elles sont capables de s’ajuster rapidement à la demande du marché mondial et offrent, en même temps que leurs produits, toute la palette des services y afférents, comme l’entretien et les mises à jour, fondements de l’excellente réputation des productions « made in Germany ».
Certains, au contraire, perçoivent le rôle prépondérant du Mittelstand, ces PME à haut degré de spécialisation, comme un point faible, et taxent l’économie allemande d’« économie de bazar » ; ils argumentent que de telles entreprises ne pourront pas rester compétitives à long terme, car elles sont incapables de pénétrer suffisamment le marché mondial et de s’y ménager une position robuste. Seules de grosses firmes multinationales seraient à même d’exister durablement dans la compétition mondiale et d’être utile à l’économie nationale. La préoccupation de ces économistes est que le rôle économique de l’Allemagne puisse se réduire un jour à celui de simple chaînon d’une chaîne mondiale de production où la valeur ajoutée qui lui reviendrait s’amenuiserait sans cesse. Selon Marcel Fratzscher, cette inquiétude est infondée car, en moyenne, la part de la création de valeur dans les produits d’exportation allemands imputable à l’étranger ne dépasse guère 25 %, autrement dit près des trois quarts de cette valeur est créée en Allemagne même.

##### Une économie allemande fracturée
Dans les comparaisons internationales, la croissance cumulée de l’Allemagne apparaît extrêmement décevante. Depuis 2000, l’économie allemande a reculé relativement aux autres pays européens et aux autres pays industrialisés, sans que l’écart qui s’est créé entre les PIB allemand et européen dans la décennie 2000 ait pu être comblé. En Italie et en France, que les Allemands aiment tant à critiquer pour leur peu d’entrain à se réformer, les salaires réels sont aujourd’hui de 10, voire de 20 % plus élevés qu’à la fin du xxe siècle.
Concernant la consommation des ménages privés, l’Allemagne a également accusé un net retard depuis le début du xxie siècle ; elle n'a augmenté que de 10 %, contre presque 15 % dans l’ensemble de la zone euro, et plus de 30 % aux États-Unis. La haute compétitivité et les excédents commerciaux de l’Allemagne ne se traduisent que dans une très faible mesure en bien-être matériel pour le citoyen allemand moyen.
Ceci est à mettre en relation avec la compétitivité-prix de l’économie allemande et avec l’évolution du coût de la main-d’œuvre. Entre 1999 et 2007, ce dernier a chuté de près de 15 % en Allemagne par rapport aux pays voisins. L’amélioration de la compétitivité allemande n’est pas due à une croissance de la productivité, mais presque exclusivement à une augmentation plus lente des salaires versés. Cela tend à prouver que le compétitivité d’une économie et le niveau de vie de la population ne marchent pas nécessairement de concert. La compétitivité de l’économie allemande depuis le début du xxie siècle a été améliorée, au moins en partie, par une diminution, ou une faible augmentation, de la prospérité des citoyens. À l’inverse, les salariés des autres pays européens ont bénéficié de hausses de salaire égales au double ou au triple, voire davantage, de celles des salariés allemands.
Il peut y avoir, d’un secteur ou d’un sous-secteur à l’autre, de grandes différences et des évolutions contraires. En Allemagne, l’évolution des salaires et la productivité furent excellentes dans les secteurs fortement axés sur les exportations. Dans les secteurs très dépendants de l’exportation et très disputés au niveau mondial, que sont les constructions mécaniques, le secteur automobile, l’industrie pharmaceutique et la chimie, les salaires des entreprises allemandes sont les plus élevés au monde.
L’économie allemande apparaît ainsi, observe l’auteur, comme une économie duale. Une partie, en particulier les secteurs industriels et d’exportation, se porte à merveille et montre une haute capacité d’innovation et une forte productivité ; l’autre partie, composée surtout du secteur des services, présente au contraire une évolution décevante de la productivité et des salaires. Les salariés qui gagnent moins de 8,50 euros sont pour la plupart employés dans de petites ou très petites entreprises du secteur des services. Cette bipartition de l’économie allemande n’a fait que s’accentuer depuis les années 2000. Empêcher que ce fossé ne vienne à s’élargir et réduire les disparités constituent, selon l’auteur, les grands défis de la politique économique allemande.

##### Un État vertueux?
En Allemagne, beaucoup semblent croire qu’une augmentation de la dette publique et tout déficit du budget courant équivaut à un péché mortel. Pourtant, la dette publique n’est pas une mauvaise chose en soi, et dépend des raisons pour lesquelles on la contracte. L’auteur fait observer d’abord que des dépenses publiques plus élevées ne conduisent pas nécessairement à une dette publique plus élevée à long terme ; tout dépend du but de ces dépenses. Il convient à cet égard de distinguer entre « investissements publics », qui, effectués judicieusement, augmentent l’efficacité de l’économie d’un pays, et « dépenses publiques de consommation », qui visent à améliorer le bien-être immédiat. Ce qu'a vécu depuis 1990 la plupart des pays industrialisés, c'est une hausse des dépenses publiques de consommation. Durant la décennie 2000, nombre de pays industrialisés ont massivement augmenté leurs dépenses publiques ; beaucoup de pays européens ont principalement rehaussé les dépenses liées aux subventions, celles liées à des hausses de salaire dans le secteur public, et les dépenses sociales. Cela fut souvent fait de façon disproportionnée, sans, en même temps, prévoir le remboursement des dettes contractées.
La crise financière de 2008-2009 a provoqué, dans les pays industrialisés, par l’effet des « stabilisateurs économiques », c’est-à-dire des mesures financées par l’État et destinées à assurer et soutenir les salariés, des déficits budgétaires massifs. De plus, les gouvernements se trouvèrent devant la nécessité de sauver leurs banques avec l’argent du contribuable afin d’éviter un effondrement du système financier et, par conséquent, de toute l’économie nationale.
Un troisième facteur fut que beaucoup de gouvernements avait mis en œuvre un programme conjoncturel, et augmenté leurs dépenses publiques afin de compenser, au moins en partie, le recul des dépenses privées et de donner à l’économie une impulsion publique positive en favorisant la demande. Cela fonctionna plutôt bien dans la plupart des pays européens, permettant à ceux-ci de se rétablir assez rapidement en 2009. Cependant, cette politique dépassa les forces de certains pays ; ainsi la Grèce avait-elle, dès 2008, augmenté massivement sa dépense publique de consommation, notamment en élevant les subventions et les rémunérations dans la fonction publique.
Tout le monde s’accorde à dire que la politique budgétaire doit agir de façon contracyclique, ce qui signifie que dans les années fastes l’État doit réduire ses dépenses, produire des excédents et s’employer à rembourser la dette publique. Cela lui assure une marge de manœuvre en prévision de temps économiquement plus difficiles. Au-delà de ce consensus, la question se pose de savoir jusqu’à quel point les États peuvent maintenir leurs dépenses publiques. Dans cette discussion, l’Allemagne apparaît extrêmement isolée, car elle est le seul pays à argumenter avec insistance sur le fait que la dette de l’État et les dépenses publiques doivent être resserrées non pas à long terme, mais dans l’immédiat. Ses contradicteurs de la communauté internationale font remarquer que, lors d’une récession, l’État se doit justement de jouer un rôle central et de soutenir l’économie. Une baisse trop forte des dépenses publiques a pour effet, selon ce raisonnement, d’affaiblir plus encore l’économie, de réduire l’emploi et donc les recettes fiscales, et ainsi d’obliger l’État à une compression supplémentaire de ses dépenses, entretenant ainsi un cercle vicieux. Aussi, la position allemande est-elle vivement critiquée, et le gouvernement allemand est-il tenu pour responsable de la politique d’austérité, à tort, car ce sont les investisseurs financiers et les programmes d’aide de l’Union européenne (UE) et du Fonds monétaire international (FMI) qui contraignent les pays à s’engager dans cette voie.

##### L'autre versant de la politique financière
Le gouvernement allemand, ne se contentant pas d’inciter les pays voisins à consolider leur budget, s’est employé lui-même à réduire ses déficits, parvenant, résultat surprenant, à dégager des excédents dès l’an 2012. Pourtant, pendant les années de crise, l’État allemand a augmenté ses dépenses, mais de façon modérée. En 2009, un important programme conjoncturel à hauteur de plusieurs points de pourcentage du PIB fut mis en place afin de soutenir l’économie allemande. Le sauvetage des banques allemandes a également obéré les budgets publics. Il en a résulté une hausse de la dette publique allemande, qui passa de 60 % du PIB avant la crise, à plus de 80 % en 2010.
Contrairement à la croyance générale, cette consolidation après 2009 ne s’explique pas par une baisse des dépenses publiques, qui elles n’ont pas cessé d’augmenter, mais par une forte hausse des recettes fiscales, laquelle s’explique en premier lieu par l’excellente évolution du marché du travail en Allemagne, consécutive à l’expansion économique, vigoureuse mais de courte durée, dans les années 2010 et 2011, faisant suite à la forte demande de produits allemands de la part des pays émergents ; étant donné que des emplois furent créés surtout dans les secteurs assujettis à la sécurité sociale, les caisses d’assurance sociale profitèrent également de cette embellie.
Un autre facteur, souvent perdu de vue, est la considérable baisse, depuis 2008, des frais de financement de l’État allemand. D’une part, la BCE abaissa ses taux directeurs de 4,5 % en 2008 à 0,15 % en 2014, grâce à quoi l’État allemand put diminuer ses dépenses de plusieurs milliards d’euros. S’y ajouta le flux de capitaux en provenance des pays en crise, qui permirent de réduire encore plus les frais de financement de l’État allemand. Depuis 2009, de nombreux investisseurs européens et mondiaux ont investi dans des obligations souveraines allemandes, réputées très sûre. À la mi 2014, l’État allemand empruntait à échéance de dix ans à des taux nettement inférieurs à 2 %. Néanmoins, le gouvernement allemand mérite le respect, estime l’auteur, pour avoir su établir un équilibre entre consolidation budgétaire d’une part et dépenses et programmes conjoncturels d’autre part.
Pourtant, la réduction des investissements publics fut l’une des faiblesses de la politique financière de l’État allemand dans les décennies 1990 et 2000. Les budgets publics furent consacrés de plus en plus à la consommation et de moins en moins aux investissements. Les investissements publics sont d’importance fondamentales pour l’efficience d’une économie. Des investissements publics en baisse signifient que l’économie devra fonctionner dans des conditions moins propices à la création d’emplois et à l’élévation du niveau de vie.
L’Allemagne doit faire face à une mutation démographique qui ne peut qu’obérer le budget de l’État ; rien que les surcroîts de dépenses des caisses sociales dans le domaine des pensions de retraite et de la santé occasionnera, selon les estimations, une hausse des dépenses publiques de plus de 2 % du PIB chaque année jusqu’en 2030, soit 60 milliards d’euros par an. Pourtant, ces dépenses supplémentaires ne sont pas, ou guère, pris en compte dans les prévisions budgétaires. Le départ à la retraite à 63 ans, l’une des récentes décisions du gouvernement fédéral allemand, aura des répercussions très concrètes sur l’efficacité de l’économie allemande, provoquant jusqu’en 2030 environ 160 milliards de coûts supplémentaires. Cette décision permet surtout à des travailleurs spécialisés masculins des secteurs industriels, donc aux salariés les mieux payés, de partir à la retraite à taux plein à 63 ans. Les personnes aux revenus plus bas, qui ne pourront pas faire comptabiliser leurs années sans cotisations, parmi lesquelles beaucoup de femmes, seront beaucoup moins en position de profiter de cette mesure. Il est du reste peu probable que celle-ci, à l'inverse de ce que certains escomptent, puisse conduire à une hausse de la demande et de la croissance, attendu que les bénéficiaires de la réforme sont en règle générale titulaires de hauts salaires, qui en général épargnent une grande partie de leurs revenus.
Quant aux effets de ces réformes sur l’emploi, la retraite à 63 ans pourrait aggraver les effets de la mutation démographique et au surplus exacerber dans maints secteurs la pénurie de main-d’œuvre qualifiée. Elle aura pour conséquence aussi une augmentation des cotisations de l’assurance-retraite légale. Des études ont démontré que les pertes en termes d’emploi pourraient se situer autour de 30 000 postes de travail par la hausse des cotisations, et de 130 000 en sus par suite de l’avancement de l’âge de la retraite.
Pour compenser la mutation démographique et la hausse prévisible de l’espérance de vie, il y aura lieu selon l’auteur soit de relever durablement l’âge de départ à la retraite, soit de réduire le montant des pensions, soit d’accroître le niveau des cotisations, soit de combiner plusieurs de ces mesures. Il conviendra aussi d’encourager la prévoyance privée, de stimuler la flexibilité et d’inciter la population à se prendre en charge elle-même.

##### La dette publique comme problème mondial
La dette publique mondiale est et restera dans les années qui viennent l’un des plus grands défis de la politique économique, y compris pour l’Allemagne. Un État surendetté et rendu, par des risques élevés, incapable d’agir, ne peut plus soutenir son économie. Pour beaucoup de pays européens, le fort endettement de l’État est devenu une charge énorme, qui empêche le redressement économique. Selon le FMI, la plupart des pays industrialisés doivent s’attendre, du fait de la mutation démographique, à des dépenses publiques qui augmenteront de 4 % de leur PIB d’ici 2030.
C’est pourquoi les pays industrialisés doivent réduire leurs domaines de dépense dans une mesure beaucoup plus importante encore et sur le long terme. Le FMI estime que des pays comme la Grande-Bretagne ou l’Espagne doivent réaliser jusqu’en 2020 un ajustement budgétaire de plus de 6 % de leur PIB.
Le taux optimal d’endettement de l’État se situerait, selon une multiplicité d’études scientifiques, sensiblement en dessous de 100 % du PIB. En cas d’un faible endettement de l’État, des dépenses publiques expansives peuvent certes créer plus de croissance et de bien-être dans une économie nationale. Il n’y a pas toutefois de consensus sur ce qui serait le taux d’endettement « idéal ». Néanmoins, il est clair que nombre de pays industrialisés ont aujourd’hui une dette publique clairement supérieure à ce qui serait souhaitable et viable.
Comment une politique financière durable pourrait-elle être rétablie ? Il y a cinq options possibles. La première est une remise partielle de la dette. Cela signifie que les créanciers privés renoncent à une partie de leurs créances. Certains économistes avertissent que des remises partielles seront nécessaires dans plusieurs pays industrialisés européens et extra-européens en plus de la Grèce. Dans le passé, très peu de pays ont réussi à rembourser des dettes à hauteur de celle de la Grèce sans une annulation partielle de leur dette ; la Belgique était au début des années 1990 l’une des rares exceptions. En outre, une remise partielle s’accompagne presque toujours d’une profonde récession, voire d’une dépression, de l’économie nationale concernée. Souvent, ce sont les investisseurs nationaux et les citoyens du pays qui détiennent les titres de dette de leur propre État et qui par conséquent ont à subir le gros du fardeau d’une telle annulation. La répudiation de dette d’un État va au détriment des contribuables, des banques et des entreprises, à qui l’État devra alors venir en aide, en s’endettant à nouveau. Une remise de dette ne peut donc pas résoudre durablement le problème de l’endettement de l’État.
La deuxième option est l’inflation : par une forte inflation, la valeur réelle de la dette s’amenuise. L’avantage d’une telle mesure est qu’elle peut être mise en œuvre facilement. Il suffit de disposer d’une banque centrale prête à mener une politique monétaire expansive. Toutefois une telle stratégie ne peut fonctionner que si elle peut être mise en œuvre très rapidement, en tout cas avant peu d’années. En effet, dès que les investisseurs, les entreprises et les ménages privés auront constaté une augmentation de l’inflation, ils s’empresseront d’ajuster leurs attentes et exiger que des majorations soient levées sur les emprunts d’État. D’autre part, une inflation élevée entraîne une plus grande insécurité ; elle réduit les investissements et la demande et par là la croissance et le niveau de vie. Nous avons pu mesurer, par de nombreux exemples en Europe ces 50 dernières années, à quel point cette stratégie est nocive.
La troisième option est la consolidation budgétaire obtenue par une baisse des dépenses publiques et une augmentation des recettes fiscales, c’est-à-dire en définitive par une modification de la façon de répartir les ressources au sein d’une société. L’avantage de cette option est que l’État garde une marge de manœuvre dans la définition des modalités de répartition. La possibilité s’offre alors p.ex. d’un prélèvement sur le patrimoine, effectuée ponctuellement sur certains éléments déterminés de ce patrimoine, p.ex. en ciblant les biens immobiliers ou financiers au-delà d’une certaine limite, ce qui permet de mettre les plus fortunés à contribution en priorité. S’agissant d’une ponction unique, non reconductible annuellement, cette mesure ne devrait pas, espèrent ses avocats, provoquer de fuite massive de capitaux, préjudiciable à l’économie. Néanmoins, l’expérience montre qu’une charge fiscale et des prélèvements excessifs conduisent à de forts effets d’évasion.
Une quatrième option consiste à mutualiser l’ensemble de la dette de la zone euro. C’est l’eurobond : tous les pays de la zone euro émettent en commun des emprunts d’État, ce qui améliorerait considérablement les conditions de financement et permettrait aux États membres plus faibles de réduire leur endettement. Il s’agit d’une redistribution unilatérale des risques des plus faibles vers les plus forts. Il y a cependant la crainte qu’une tel instrument ne donne de mauvais encouragements aux États. Il existe toute une série de variantes plus ou moins atténuées de cette option.
La cinquième possibilité est la croissance. C’est le paramètre le plus important dans l’endettement public : si l’économie d’un pays cesse de croître, voire se contracte, l’État n’aura à long terme quasiment aucune chance de pouvoir rembourser sa dette.
L’Allemagne, qui fait très bonne figure dans les comparaisons internationales quant à sa politique financière et sa dette publique, n’est pas pour autant sur la voie d’une situation durable. Le gouvernement fédéral actuel (2014) a d’ores et déjà en grande partie épuisé sa marge de manœuvre en matière de politique financière, par des promesses de transferts telle que la réforme des retraites. Le gouvernement allemand n’a toujours pas défini de stratégie qui tienne compte de ce que la mutation démographique diminuera les recettes fiscales et augmentera massivement les dépenses sociales.

#### Le déficit d’investissement comme talon d’Achille de l’économie allemande
La croissance et la prospérité d’une économie nationale requièrent que son stock de biens d’équipement — c’est-à-dire ses machines, son infrastructure et surtout le savoir et les compétences des gens et des entreprises — se maintienne en bon état et s’agrandisse avec le temps, non seulement qualitativement, mais aussi quantitativement. Des investissements suffisants dans le stock de capital sont la condition fondamentale à la productivité d’une économie, c’est-à-dire de la plus-value que les travailleurs réalisent par une quantité de travail donnée. Mais des investissements de type immatériel, c’est-à-dire dans la qualification des travailleurs et dans de nouveaux processus de fabrication, sont aussi d’une importance centrale pour améliorer la productivité. De faibles investissements peuvent à terme entraîner une perte de compétitivité, qui contraindra tôt ou tard l’économie concernée à des ajustements structurels.
Là justement gît la grande faiblesse de l’économie et de la politique économique allemandes. En effet, les investissements sont retombés de 23 % du PIB au début de la décennie 1990, à 20 % en l’an 2000, puis à 17 % à peine aujourd’hui (2014). L’Allemagne se situe ainsi nettement en dessous du taux d’investissement moyen de l’ensemble des pays de l’OCDE, qui s’établit à 20 %. 
On distingue deux types d’investissements. D’abord les investissements de substitution, destinés à assurer que le stock de capital existant et nécessaire à la production soit maintenu en état de fonctionner. Sur ce plan-là aussi, l’Allemagne fait assez mauvaise figure dans les comparaisons internationales ; les investissements de ce type ont été en Allemagne, relativement aux autres pays industrialisés, plutôt faibles non seulement avant le début de la crise de 2008, mais encore dans les années qui ont suivi. Il y a lieu de distinguer ici entre les investissements d’équipement et les investissements de construction ; force est alors de constater que depuis le début des années 1990 ces catégories d’investissements ont fortement chuté toutes les deux. Il est vrai que les investissements de construction ont été, sous l’impulsion de la réunification allemande, très élevés dans la première moitié de la décennie 1990, mais on note que les investissements d’équipement ont eux aussi dégringolé, de 11 % en 1991 à un maigre 7 % aujourd’hui (2014). Le faible niveau des investissements se traduit par une stagnation du stock de capital, dont la valeur dans l’industrie allemande depuis 2001 diminue, et ce même dans les secteurs industriels les plus importants, alors que le PIB s’est accru dans le même intervalle de temps.
Une autre évolution est la croissance considérable du secteur des services, auquel vont une part de plus en plus importante des investissements, plus particulièrement dans les services informatiques ; mais dans les autres secteurs de services, le stock de capital a connu également une nette hausse depuis 1991.
Il y a un important distinguo à faire entre investissements matériels et immatériels. Il n’y a guère dans le monde d’autre économie nationale aussi axée sur la connaissance et sur la recherche, que l’allemande. Près de 15 % de la création de valeur dans l’économie allemande est réalisée dans le domaine des hautes technologies ou des techniques de pointe. À titre de comparaison : dans les autres pays de l’UE et aux États-Unis, cette création de valeur n’est que moitié aussi élevée, voire moindre encore. Pourtant, le stock de capital immatériel, aussi bien dans le domaine de la recherche et développement que dans celui du capital d’organisation n’a augmenté en Allemagne que de 30 %. Les autres pays européens tels que la France et la Grande-Bretagne, mais surtout les États-Unis, grand concurrent de l’Allemagne dans nombre d’industries à haut degré de savoir technologique, ont accru dans une mesure nettement plus forte leur stock de capital. Vis-à-vis des États-Unis surtout, le retard de l’Allemagne est devenu entre-temps notablement important.
Un autre aspect sont les investissements publics. Les investissements bruts de l’État allemand n’étaient en 2011 que de 1,6 % du PIB, alors que pour l’ensemble des pays européens, ce taux était d’environ 2,5 % ; seule l’Autriche se retrouve derrière l’Allemagne. Dans les comptes nationaux, les dépenses d’enseignement ne sont pas comprises dans les investissements publics ; mais en ce qui concerne aussi ces dépenses de première importance, l’Allemagne fait piètre figure dans les comparaisons internationales. Cette carence d’investissements publics aura à long terme des conséquences négatives sur le stock de capital, en premier lieu l’infrastructure.
La troisième composante est le patrimoine financier de l’État, constitué de participations à des entreprises ou d’autres titres financiers. Or l’évolution du stock de capital public présente depuis les années 1990 une tendance négative préoccupante en Allemagne. Ainsi la valeur de l’infrastructure publique est-elle passée de près de 50 % du PIB annuel en 1999, à moins de 40 % en 2011. Il est vrai que le patrimoine financier de l’État allemand a également augmenté, mais dans le même temps aussi ses obligations, qui ont grimpé entre 1999 et 2011 de 60 à plus de 80 %. La valeur du patrimoine a donc baissé, pendant que les dettes ont augmenté : au total, le patrimoine net — c’est-à-dire en quelque sorte le capital propre de l’État allemand — est retombé de 20 % du PIB en 1999 à pratiquement zéro aujourd’hui. Ces quinze dernières années ont donc été perdus 500 milliards d’euros de patrimoine public. En somme, les Allemands ont totalement épuisé le patrimoine net de leur État et en sont à présent à grignoter leur capital.
Le déficit d’investissement s’élève aujourd’hui à 3 % du PIB, soit 80 milliards par an. La conséquence de cet état de fait est que la productivité globale des facteurs, c’est-à-dire l’évolution de la productivité des facteurs travail et capital, a presque diminué de moitié depuis la fin des années 1990, de plus de 1,1 % à 0,6 % aujourd’hui (2014). Sans cette carence d’investissement, la croissance par tête eût été, dans les années 2005 à 2008, non pas 1,5 %, mais au-dessus de 2,5 %. Néanmoins, ce déficit d’investissement de 80 milliards par an, pour énorme qu’il puisse paraître, n’est pas d’une gravité telle que l’économie allemande ne serait pas en mesure de le porter.

##### L’Allemagne, championne du monde de l’épargne
Peu de pays ont un taux d’épargne aussi élevé que l’Allemagne. Ce taux se situant à l’heure actuelle (2014) aux environs de 24 % du PIB allemand, il apparaît déjà que le faible niveau des investissements ne saurait s’expliquer par une épargne insuffisante en Allemagne. En 2000, l’économie allemande a consacré près de 20 % du PIB aux investissements, et en même temps dégagé 20 % de son PIB au titre d’épargne. Cela signifie que ce qui a été épargné par les ménages privés et par les entreprises a été employé comme investissement dans d’autres parties de l’économie nationale allemande. L’économie allemande était donc en 2000 en équilibre pour ses comptes nationaux, n’ayant ni dû faire appel à du capital étranger, ni dégagé un excédent d’épargne qu’elle eût pu prêter à l’étranger. Cette épargne nette est désignée par le terme de performance des comptes nationaux et se trouvait en 2000 à l’équilibre.
Cette situation s’est radicalement modifiée ces 15 dernières années, constate l’auteur. Aujourd’hui en effet (2014), l’Allemagne accumule une gigantesque épargne nette de 200 milliards d’euros par an, soit près de 7 % du PIB. Rappelons que le taux d’investissement a baissé continuellement, de 20 % en 2000 à 17 % en 2014. Le taux d’épargne privée au contraire subissait une tendance inverse, augmentant durant la même période de 20 à 24 %. D’autre part, le taux d’épargne des entreprises allemandes dépasse depuis le début de la décennie 2000 le taux d’investissement, par suite de quoi les entreprises allemandes ont accumulé d’énormes réserves financières au cours des dix dernières années. L’on constate chez les ménages privés une situation similaire, pour laquelle il existe nombre de bonnes raisons, entre autres l’importance croissante d’une solide prévoyance privée dans le contexte d’une société allemande vieillissante. Dans l’ensemble donc, la cause du faible niveau d’investissement en Allemagne ne se situe assurément pas dans la pénurie d’épargne intérieure.
Dans les vingt années passées, l’Allemagne a perdu, au bilan de ses comptes nationaux, de fortes portions de son patrimoine. Les entreprises et les ménages allemands ont annéanti depuis 1999 près de 400 milliards d’euros, soit 17 % du PIB annuel. Cette somme correspond aux pertes subies à l’étranger par l’économie allemande dans son ensemble. Cette perte s’explique en partie, mais en partie seulement, par les pertes des investisseurs allemands lors de la crise financière mondiale de 2008/2009 et de la crise européenne. Cependant, dans d’autres périodes également, notamment pendant plusieurs années de la décennie 1990, les investisseurs allemands ont essuyé des pertes nettes ; en particulier, dans la deuxième moitié de ladite décennie, beaucoup d’entreprises allemandes ont acheté des entreprises technologiques américaines à des prix tout à fait démesurés, ce qui, après l’éclatement de la bulle technologique de 2000 à 2002, a donné lieu à de grosses pertes. Les investisseurs allemands firent également des pertes non seulement dans les pays européens en crise, mais aussi dans le reste du monde, en fait dans la presque totalité des pays de la planète. Si l’on examine ces pertes de près, on constate que les pertes nettes ont surgi quand les rendements obtenus à l’étranger par les investisseurs allemands étaient inférieurs aux rendements obtenus en Allemagne par des investisseurs étrangers. En effet, dans la période considérée, un investisseur étranger pouvait retirer de ses investissements directs en Allemagne un rendement d’en moyenne presque 15 %, tandis que les investisseurs allemands n’obtenaient que 10 % de rendement de leurs investissements directs à l’étranger. Les calculs font apparaître que le capital des investisseurs allemands a été dans presque toutes les années des deux dernières décennies d’un rendement moindre que celui du capital étranger en Allemagne. Une possible explication de cette situation serait selon l’auteur que les investissements d’entreprises et de fonds de placement allemands à l’étranger ont été d’une nature toute différente de ceux pratiqués par des étrangers en Allemagne : en effet, les investisseurs allemands semblent privilégier des types de placement plus risqués, tels que les crédits bancaires et les investissements directs ; les investisseurs étrangers en revanche détiennent en général des prêts relativement sûrs, en particulier des obligations souveraines allemandes.
Pourquoi cette situation ? L’auteur discerne deux facteurs explicatifs. D’abord, les rendements dépendent fortement de la capacité de l’investisseur concerné à identifier les bonnes opportunités d’investissement à l’étranger. P.ex., beaucoup de banques et d’institutions financières américaines ont une implantation mondiale et sont étroitement reliées entre elles ; cela a permis aux entreprises et aux ménages privés américains d’exploiter avec grand profit de bonnes possibilités d’investissement. En revanche, les fortes pertes de beaucoup de banques allemandes donnent à penser que nombre d’entre elles n’avaient pas trouvé le modèle de gestion approprié et que leur faisait défaut l’expérience nécessaire pour se lancer dans de pareils investissements à l’étranger de façon rentable. Un deuxième point est que ces vingt dernières années les investisseurs allemands se sont mépris dans leurs prévisions de rendement à l’étranger. Bien que l’on eût pu investir en Allemagne même, en comparaison de l’étranger, de façon extrêmement rentable, ces investissements intérieurs non seulement sont restés très faibles, mais ont même baissé. Il y a lieu de s’interroger sur la manière d’éviter la répétition de ce genre de méprise à l’avenir.

##### Le délabrement des infrastructures de communication
Les entreprises allemandes se plaignent des frais que leur occasionnent les actuelles déficiences de l’infrastructure routière. En effet, une infrastructure efficace est d’une importance fondamentale pour une économie ouverte et dynamique. C’est justement en raison de sa position centrale en Europe et de son économie fortement intégrée internationalement que l’Allemagne a besoin d’un système de voies de communications efficace. Des études ont démontré que l’Allemagne a un déficit d’investissement dans les infrastructures de transport de plus de 10 milliards d’euros chaque année, ce qui a pour conséquence, d’une part, que la qualité des infrastructures allemandes ne cesse de se détériorer, et d’autre part, que l’on tarde à lever par de nécessaires élargissements les goulets d’étranglement existants. Le montant souhaitable de cette catégorie d’investissements s’élève, selon les normes internationales, à 1 % du PIB ; l’Allemagne n’y investit pour l’heure que 20 milliards d’euros, soit 0,75 % du PIB. Selon l’auteur, la qualité de ses infrastructures diminue à vue d'œil depuis de longues années déjà.
La valeur des infrastructures de communication de l’Allemagne se chiffre à environ 780 milliards d’euros, dont une moitié est du ressort fédéral, la compétence pour l’autre moitié se répartissant entre les Länder, les arrondissements (Kreis) et les communes. La qualité de ces infrastructures s’est nettement dégradée : environ 20 % des liaisons autoroutières et 41 % des routes nationales sont considérées comme problématiques, et près d’une moitié des ponts d’autoroute a dépassé la cote d’alerte. Après une décennie d’investissements franchement élevés dans les infrastructures en Allemagne de l’Ouest au cours des années 1980, l’on a assisté à un net recul de ces investissements, en particulier dans les routes et les ponts, qui d’un montant de 12 milliards d’euros par an au début de la décennie 1990, sont retombés à un montant de moins de 10 milliards d’euros en 2014. Un même recul se note aussi dans les investissements des Länder, des arrondissements et des communes. Entre-temps, de plus en plus d’entreprises allemandes se plaignent de la détérioration des voies de communication en Allemagne et craignent une baisse d’attractivité de l’Allemagne comme pays d’implantation économique. Selon les calculs de Marcel Fratzscher, 10 milliards d’euros annuels au minimum en investissements supplémentaires dans l’infrastructure de communication seraient nécessaires.
La quasi-totalité des voies de communication en Allemagne est entre les mains des pouvoirs publics. Le gouvernement fédéral décida en 2013, aux termes des accords de coalition, de vouer pendant la législature à venir 5 milliards d’euros supplémentaires aux infrastructures de transport, c’est-à-dire 1,25 milliard par an, soit une fraction seulement du déficit d’investissement actuel. L’Allemagne n’apparaît toujours pas capable d’arrêter, quant à la façon de résoudre ce problème d’investissement, un concept politique équilibré et opérant. En conclusion, si l’infrastructure de communication de l’Allemagne est certes suffisamment dense, cela fait longtemps maintenant que sa qualité est en baisse constante. Le déficit d’investissement, équivalant à seulement 0,4 % du PIB, correspond en fait à une somme que rien n’interdit à une économie puissante comme celle de l’Allemagne de combler facilement, moyennant une volonté politique et collective.

##### Le déficit de formation
À signaler tout d’abord que les dépenses d’enseignement ne sont pas comptabilisées dans les comptes économiques nationaux. Il est assez malaisé d’autre part de quantifier ce déficit avec quelque exactitude. Les pays industrialisés investissent en moyenne 6,2 % de leur PIB dans l’enseignement, de l’enseignement préprimaire à l’enseignement tertiaire. L’Allemagne pourtant n’investit à ce titre que 5,3 % de son PIB, c’est-à-dire 0,9 %, ou près de 25 milliards d’euros, de moins que les autres pays de l’OCDE. Seule l’Italie consacre une part encore plus faible de son budget à l’enseignement que l’Allemagne. Il est vrai cependant que le budget de l’enseignement augmente, puisque l’Allemagne y consacrait en 2009 une somme de 165 milliards d’euros, ce qui représente une hausse de 24 milliards entre 1995 et 2009.
Les travaux du prix Nobel d’économie James Heckman ont montré que les dépenses pour l’enseignement préprimaire offrent, dans l’ensemble du secteur de l’enseignement, le meilleur rendement. De façon générale, plus un euro est investi tôt dans le parcours scolaire d’un enfant, plus le rendement de cet euro sera élevé. Les compétences acquises à un âge très précoce sont souvent la condition à ce qu’une personne, l’âge avançant, puisse développer plus avant ses compétences ; si on laisse passer cette chance, les possibilités de développement d’une personne seront beaucoup plus limitées. En moyenne, les pays de l’OCDE ne consacrent à l’enseignement préprimaire qu’environ 0,3 % de leur PIB, et l’Allemagne seulement 0,1 %. En outre, la qualité de l’enseignement apparaît d’importance centrale si l’on veut augmenter le rendement des investissements d’enseignement ; l’on doit donc aussi viser à améliorer la qualité de l’enseignement, p.ex. en offrant à la main-d’œuvre qualifiée une formation continuée précisément ciblée. Il apparaît en outre que ce sont principalement les enfants issus de familles socialement plus vulnérables et à faible niveau d’études qui tirent profit de ces offres d’enseignement.
Un engagement plus important des autorités fédérales allemandes dans la garderie préscolaire semble souhaitable. D’autres éléments importants sont selon l’auteur une concurrence renforcée et plus équitable entre tous les fournisseurs de formations (après octroi préalable d’un label de qualité) et une forte implication des populations-cible centrales.

##### Investir dans la transition énergétique
La transition énergétique est, dans le domaine de la politique économique, sans conteste l’une des expériences les plus importantes et l’un des plus grands défis de notre génération. L’Allemagne est aux avant-postes dans le développement, la production et l’utilisation des nouvelles technologies énergétiques, supportant en conséquence de lourds investissements dans la recherche et la formation, mais se trouvant par là en position de s’attirer de gros avantages économiques, dans l’hypothèse où ces investissements se révéleraient profitables. Une deuxième question centrale dans le débat actuel (2014) sur la réforme de la loi sur les énergies renouvelables (EEG, selon son sigle allemand) est celle de savoir comment les interventions et incitatifs économiques émanant de l’État peuvent s’inscrire dans, et être compatibles avec, le fonctionnement de marché dans ce domaine ; aux yeux de l’auteur, il est en effet de la plus haute importance que ce soient les ménages et les investisseurs privés qui prennent en main la transition énergétique et la mettent en œuvre.
Il est à noter que l’Allemagne est parmi les grands pays européens celui qui présente les émissions de gaz à effet de serre par tête les plus élevées.
L’objectif de la transition énergétique est d’élever la part des énergies renouvelables de son niveau actuel de 11 % à au moins 18 % en 2020 et à 60 % en 2050. En même temps, il y aura lieu d’améliorer l’efficacité énergétique et de faire baisser de 50 % d’ici 2050 la consommation d’énergie primaire.
Ces objectifs ne pourront être atteints que si dans les prochaines années l’activité d’investissement est rehaussée massivement dans le domaine des énergies renouvables, entre autres les investissements dans la technologie et les équipements de production d’électricité et de chaleur — investissements qui ont certes augmenté ces dix dernières années, de 10 milliards d’euros en 2004 à environ 20 milliards aujourd’hui (2014). Selon les estimations, l’effort d’investissement à consentir pour les installations supplémentaires de production d’électricité et de chaleur se chiffrerait à un montant pour l’Allemagne situé entre 17 et 19 milliards d’euros chaque année jusqu’en 2020. Dans les réseaux de distribution d’électricité, des investissements de près de 6,1 milliards d’euros au total seraient nécessaires. Un troisième facteur pour la bonne réussite du projet est l’intégration systémique des énergies renouvables, pour laquelle seraient requis selon les estimations près de 1 milliard d’euros par an.
La rénovation énergétique des bâtiments est un autre point capital. En Allemagne, les bâtiments consomment 40 % de la totalité de la production d’énergie et sont à l’origine d’un tiers des émissions de CO2. En 2011 déjà, les dépenses de rénovation énergétique des bâtiments se situaient autour de 25 milliards d’euros. Si l’on veut atteindre l’objectif de réduire de 20 % le besoin en énergie primaire d’ici l’an 2020, le rythme de rénovation des édifices devra être sensiblement rehaussé, à environ 3 % de l’ensemble des bâtiments chaque année. C’est pourquoi les investissements dans la rénovation énergétique des bâtiments devront nettement augmenter dans les années à venir, à savoir jusqu’à concurrence de 13 milliards d’euros annuellement.
Si l’on met ensemble toutes les dépenses nécessaires à la transition énergétique, on calcule que l’Allemagne a besoin jusqu’en l’an 2020 d’investissements à hauteur de 31 à 38 milliards d’euros par an. C’est une somme considérable, mais elle représente aussi une grande chance pour l’Allemagne. Si l’affaire réussit, l’économie allemande peut prendre la tête dans ce domaine et se construire par l’innovation et le développement technologique un nouveau pilier d’excellence.
D’ores et déjà, nombre d’entreprises ont été fondées en Allemagne qui ne l’eussent pas été sans la transition énergétique. Aujourd’hui (2014) près de 400 000 travailleurs sont employés en Allemagne dans le secteur des énergies renouvelables, auxquels il faut ajouter de nombreux autres emplois, notamment chez les sous-traitants. Des simulations ont permis d’établir qu’en 2020 le PIB de l’Allemagne sera de 2,8 % plus élevé qu’en 2000, rien que par l’effet des investissements et la mise en œuvre de la transition énergétique.
Un autre avantage est que l’Allemagne pourra notablement réduire sa dépendance à l’importation de combustible fossile, dont en ce moment encore, l’Europe importe chaque année pour 350 milliards d’euros. Rendre superflue une grande partie de ces importations diminue du même coup la dépendance politique et économique vis-à-vis du Moyen-Orient ou de pays tels que la Russie.
Aussi n’y a-t-il pas lieu de supposer que la transition énergétique se fasse nécessairement au détriment de la compétitivité de l’Allemagne. En effet, le prix de gros de l’énergie est en Allemagne plus bas qu’aux États-Unis. Cela signifie que les entreprises allemandes grandes consommatrices d’énergie, qui sont exemptées du prélèvement au titre de la législation sur les énergies renouvelables (EEG) sur la consommation d’énergie, ne souffrent pas d’un désavantage concurrentiel. De plus, pour les 92 % d’entreprises allemandes restantes, la part au chiffre d’affaires des dépenses d’énergie se situe en moyenne à 1,6 % et ne constitue donc pas, pour la plupart des entreprises allemandes, un facteur de coût décisif.
Un réel danger serait que l’Allemagne, par une politique inappropriée de l’énergie, mette en péril son rôle pionnier dans le domaine des énergies renouvelables. Des études du DIW montrent qu’au point de vue technologique l’Allemagne a déjà été rattrapée, sinon dépassée, par quelques pays asiatiques et par les États-Unis. Tout retard dans la mise en œuvre de la transition énergétique ou toute attitude velléitaire dans les réformes risque de compromettre la position pionnière de l’Allemagne, d’augmenter les coûts et de réduire les chances d’en retirer un jour les bénéfices économiques. 
L’auteur conclut :

« La transition énergétique ne peut réussir que moyennant des investissements beaucoup plus élevés consentis par des acteurs privés. Cela requiert un cadre réglementaire plus adéquat et des incitatifs de la part des décideurs politiques. Dans le domaine de la rénovation énergétique des batiments p.ex., il y a un besoin de certifications appropriées et de concepts complémentaires de financement. Pour les entreprises grosses consommatrices d’énergie, nous avons besoin d’une promotion spécifique des technologies innovantes et d’une réforme du marché européen des émissions de gaz à effet de serre. Dans le secteur de l’électricité, les réformes envisagées de l’EEG doivent tendre à amoindrir les risques réglementaires et prendre en compte le marché des contrats incomplets, de sorte que d’amples groupes d’investisseurs puissent s’y engager. »

Il y aura lieu de promouvoir cette réforme également au niveau européen. Toute hésitation, tout ajournement et toute mise en œuvre fragmentaire des réformes est susceptible de compromettre le rôle pionnier de l’Allemagne et de conduire à long terme à la fuite des investissements et des innovations à destination d’autres latitudes.

##### Que peut faire la politique économique?
C’est, ainsi que veut l’avoir démontré l’auteur, la faiblesse des investissements qui est en premier lieu responsable des points faibles et de l’évolution décevante de l’économie allemande ces deux dernières décennies. Les calculs du DIW indiquent que le fait de combler le déficit d’investissement de 3 %, ou de 80 milliards d’euros l’an, rehausserait le taux de croissance allemand de plus de la moitié, de son chiffre actuel (2014) de 1 % à 1,6 %. Compte tenu de ses facilités de financement et des légers excédents prévus au budget, l’État allemand dispose en ce moment d’une marge de manœuvre suffisante que pour se lancer dans d’importants investissements publics. L’État allemand est en mesure de stimuler les investissements privés de plusieurs manières, directes et indirectes. D’abord, des investissements publics renforcés dans les domaines de l’enseignement et des infrastructures de communication peuvent améliorer les conditions de production intérieures. Ensuite, plus directement, les autorités peuvent améliorer l’attractivité fiscale par une amélioration des conditions d’amortissement, par un abaissement des taux d’imposition, et par un traitement symétrique des bénéfices et des pertes. Des hausses d’impôts iraient quant à eux à rebours de l’objectif : ils augmentent les frais de risque des entreprises et entraînent un surcroît de dépenses administratives et de suivi. Il y aura lieu de tenir compte des disparités sectorielles en matière d’investissement et d’identifier plus précisément les secteurs où les déficits d’investissement sont les plus patents, en particulier en comparaison avec les secteurs correspondants dans les autres pays européens.
Dans la période de 1999 à 2007, l’on constate un retard d’investissement dans quasiment tous les secteurs économiques. Outre l’énergie et l’approvisionnement en eau, ce sont les secteurs des communications, des industries manufacturières, du bâtiment et de l’immobilier, qui ont présenté un taux d’investissement particulièrement déficient.
L’Allemagne est un des pays où les dépenses privées de recherche et développement sont les plus élevées : au-dessus de 2 % de la création de valeur, soit un taux plus haut qu’aux États-Unis et que dans la plupart des pays européens. L’appui apporté par les pouvoirs publics à la recherche et développement en faveur des entreprises prend en Allemagne traditionnellement la forme de subventionnement sur projet. Les analyses démontrent qu’au cours des dernières années, des entreprises allemandes aussi bien qu’étrangères ont investi dans une mesure croissante en recherche et développement en Allemagne.
Il apparaît par ailleurs que les PME en particulier dépendent de la coopération avec des universités et les institutions de recherche. Par l’extension de l’appui public aux projets à haute technicité, les transferts de savoir ont pu s’intensifier. L’encouragement public à la recherche et développement et à l’innovation restera dans l’avenir une mission centrale de la politique économique publique. Il importe selon l’auteur que l’Allemagne poursuive sur sa voie actuelle — appui à projets — et qu’elle s’abstienne d’avoir un recours accru à la stimulation fiscale. D’autre part, l’État devrait encourager, avec modération, l’audace des entrepreneurs, audace nécessaire quand on considère que les investissements en recherche et développement ne seront pas tous payants. La disposition à prendre des risques est une attitude socialement souhaitable, raison pour laquelle un appui public à la fondation de nouvelles entreprises est en principe pertinent. En tout état de cause, depuis 2011, les fondations d’entreprise sont tombées à leur plus bas niveau en Allemagne depuis la réunification. En même temps, le pays manque d’entreprises en croissance rapide. La politique d’appui à la fondation d’entreprise doit être réévaluée.
En ce qui concerne le financement et en particulier le capital risque, l’État doit veiller à ce que les investisseurs privés qui participent à des projets d’investissement à long terme le fassent dans une mesure suffisante à l’aide de capital propre, même s’il n’est pas interdit de faire appel aussi à des financements externes, notamment par le biais d’obligations subordonnées.

### Deuxième illusion: l’Allemagne n’a pas besoin de l’Europe et de l’euro

#### La domination monétaire de l’Allemagne et de la Bundesbank
Après avoir retracé l’histoire de la création de l’euro, Marcel Fratzscher démontre que son pays a su acquérir une position privilégiée dans le système de cours fixes ainsi qu’un rôle de premier plan dans la coordination de la politique monétaire en Europe. Au moment de la mise en place de l’euro, l’Allemagne avait non seulement  l’une des économies les plus puissantes et les plus dynamiques d’Europe occidentale, mais disposait en outre d’une des monnaies les plus fortes et les plus stables, œuvre en premier lieu de la politique monétaire crédible et efficace de la Bundesbank. Jouissant d’une indépendance beaucoup plus grande que les autres banques centrales du monde, la Bundesbank a poursuivi pendant de nombreuses décennies une politique rigoureuse de stabilité monétaire.
Cette « dominance monétaire » de l’Allemagne à travers sa banque centrale est décrite par l’auteur comme suit :

« Par sa grande influence, la Bundesbank définissait de plus en plus la politique monétaire non seulement pour l’Allemagne, mais aussi pour d’autres pays européens. Dans une Europe de plus en plus intégrée, dans laquelle le capital ruisselait de plus en plus librement par-dessus les frontières nationales, la Bundesbank pouvait mouler sa politique monétaire sur les besoins de l’économie allemande. Les banques centrales des autres pays étaient dépourvues de cette faculté. Force leur fut de s’aligner sur la politique monétaire de la Bundesbank et suivre celle-ci de façon passablement stricte. Les autres banques centrales se seraient-elles refusées de suivre l’orientation de la Bundesbank, les investisseurs retiraient alors leur capital, mettaient sous pression les monnaies plus faibles, et contraignaient ainsi les banques centrales à agir. Les autres pays et les autres banques centrales n’étaient plus en mesure d’ajuster leur politique monétaire en fonction des seuls besoins de leur propre économie nationale, mais devaient désormais coordonner les taux d’intérêt et les changements de masse monétaire entre les différents États parties au mécanisme européen de taux de change. Une telle adaptation ne présentait pas de problème tant que les différentes économies nationales évoluaient d’une façon relativement semblable. »

Alors que beaucoup de pays européens se trouvaient en récession en 1990 et 1991, et souhaitaient donc assouplir les taux d’intérêt et les conditionnalités monétaires dans leur pays respectif, la réunification allemande déclencha en Allemagne un boom économique à l’origine d’une pression inflatoire grandissante. La Bundesbank se vit ainsi dans l’obligation de rehausser ses taux d’intérêt, ce qui conduisit, en ce qui concernait la politique monétaire à suivre, à un conflit et à un dilemme au sein du système monétaire européen. Vu que par sa position dominante la Bundesbank décidait de facto de la politique monétaire et des taux d’intérêt en Europe, les autres pays se virent contraints d’accroître, en dépit de la récession, leurs taux d’intérêt et, par suite, à détériorer l’efficacité de leurs économies nationales. Les investisseurs lancèrent alors des attaques spéculatives contre les monnaies les plus faibles du système. Ce dernier reposait sur un ensemble de règles et d’accords, dont notamment l’engagement de toutes les banques centrales d’intervenir en cas de besoin afin de stabiliser le système monétaire. La Grande-Bretagne et l’Italie n’eurent alors d’autre choix que de quitter le mécanisme ; la France s’y maintint coûte que coûte, ayant compris, explique l’auteur, que les nombreux avantages du système faisaient plus que contrebalancer les risques et les frais qu’il comportait ; l’Italie du reste se rallia au système quelques années plus tard.
Entre-temps toutefois :

« La réunification allemande — rendant la Bundesbank plus forte encore et sa politique monétaire encore plus dominante — et l’expérience des profondes crises monétaires au début des années 1990 ont très clairement mis au jour que le mécanisme monétaire européen ne pouvait pas être une solution permanente. Il ne permettait pas de stabiliser efficacement les taux de change en Europe, ni de coordonner effectivement la politique monétaire. La réunification et la crise renforcèrent ainsi le souhait d’une monnaie européenne commune. De premières analyses et propositions en vue d’une telle monnaie communautaire avaient été élaborées dès les années 1970. »

Le motif originel de créer une monnaie commune était en grande partie de nature politique. Au début de la décennie 1990, l’Europe s’était soudainement trouvée face à une Allemagne plus grande et plus dominante sur le plan monétaire, dont la banque centrale définissait dans les faits la politique monétaire pour l’Europe tout entière, et dont la monnaie, le Deutsche Mark, était en pratique le point d’ancrage du mécanisme monétaire européen. Le gouvernement allemand et Helmut Kohl approuvèrent le projet de monnaie commune, en cela motivés également par le désir de propulser l’intégration politique et économique de l’Europe.

#### Forces et faiblesses de l’euro
Il est établi scientifiquement, rappelle l’auteur, qu’une monnaie commune entraîne une hausse massive des échanges bilatéraux, et par suite à une hausse du PIB et à un meilleur niveau de vie. Il a pu être estimé que le commerce peut dans quelques cas jusqu’à doubler. L’Allemagne surtout est un des grandes bénéficiaires de la monnaie commune, attendu que le commerce de ce pays est beaucoup plus dépendant des échanges internationaux que celui des autres pays, état de fait qu’il faudra, dit l’auteur, toujours garder à l’esprit dans la discussion qui suit.
La monnaie commune cependant a beaucoup d’autres dimensions. Elle renforce et intensifie la concurrence entre les entreprises, et permet aux consommateurs de disposer d’un éventail de choix beaucoup large de produits et services. Ceci conduit à plus de diversité et à des processus de production plus efficaces et, par conséquent, à des prix plus bas. Une hause du taux d’emploi et des revenus fait partie également de ses effets positifs. On peut s’attendre à un même effet de l’unification des normes et règles économiques.
La monnaie commune comporte aussi des risques. À l’instar d’une zone de libre échange, une monnaie commune requiert une volonté de compromis et une capacité d’adaptation de la part de toutes les économies parties prenantes. À court terme, reconnaît l’auteur, cela signifie que toute personne ne pourra pas en profiter dans l’immédiat, mais se trouvera parfois entraîné dans un difficile processus d’adaptation. À long terme cependant, il ne fait aucun doute, comme l’indiquent des preuves innombrables, qu’un accord de libre échange, mais surtout aussi une unité monétaire, revigore l’économie, met au travail davantage de personnes et tire les revenus vers le haut.
Un autre avantage de l’union monétaire est l’intégration des marchés financiers. À l’égal de la mobilité du commerce de biens et services, celle du capital par-dessus les frontières est elle aussi immensément importante et bénéfique. La possibilité de diversifier internationalement l’épargne et les investissements apporte de grands avantages tant aux ménages privés qu’aux entreprises, car cela leur permet de se garantir des évolutions négatives, de réduire le risque et d’accroître les rendements.
L’euro a entraîné un net renforcement de l’intégration financière dans la zone euro. De ce point de vue aussi, l’Allemagne est l’un des grands bénéficiaires de l’euro. Les entreprises et ménages allemands investissent près de 4000 milliards d’euros à l’étranger, soit quelque 50 mille euros par citoyen allemand. Cette intégration du marché financier est d’une énorme importance pour les entreprises exportatrices et pour les importateurs, car les transactions commerciales doivent souvent être portées par des services financiers, ce qui rend nécessaire un marché financier unifié.
Un avantage supplémentaire de l’euro, c’est qu’il est une devise mondiale, bien davantage qu’a pu l’être naguère le Deutsche Mark. Une telle devise assure aux pays qui l’ont adoptée une grande influence géopolitique. L’euro permet à tous les pays adhérents de se financer dans cette devise ; les pays sans devise mondiale sont dépendants de flux financiers réalisés dans d’autres devises, et par là beaucoup plus exposés à la volatilité des marchés financiers internationaux. C’est pourquoi la zone euro et les États-Unis, les deux seules zones économiques dotées d’une devise mondiale, réussirent, lors de la crise financière de 2008/2009, d’attirer des capitaux de l’étranger et d’atténuer ainsi à tout le moins les conséquences négatives de la crise. Ces investisseurs, originaires de quasiment tous les pays de la planète, sont de par leurs investissements en obligations libellées en euro fortement tributaires de la stabilité de la zone euro et des développements y survenant. Ils ne peuvent pas simplement retirer leurs investissements, étant donné qu’il n’y a pas d’alternative mondiale autre que le dollar. Pendant la crise européenne, à partir de 2010, la réputation mondiale de l’euro contribua beaucoup à empêcher la fuite de capitaux hors d’Europe et à éviter du même coup l’effondrement de l’économie de la zone euro.
L’amélioration des conditions de financement toutefois n’eut pas que des conséquences positives, et a pu conduire à des excès de la part des entreprises et des gouvernements.

#### Les origines de la crise européenne
Selon l’auteur, l’origine de la crise financière et de la crise de la dette en Europe est sans conteste à situer dans les expériences faites durant la première décennie de l’euro, plus particulièrement entre 2003 et 2007. Le flux d’investissements vers les pays périphériques du sud — flux qui au demeurant était exactement ce que beaucoup s’étaient promis de l’union monétaire — y produisit une forte croissance, faisant bondir les rendements attendus à des hauteurs très attrayantes. Grâce à ces mouvements de capitaux, l’on escomptait une convergence des différentes économies nationales ; et effectivement, une certaine mise à niveau des revenus et des salaires eut lieu, et on enregistra une convergence au regard notamment du système éducatif, du taux de pauvreté et d’autres indicateurs sociaux.
Par la haute crédibilité de la politique monétaire de la Banque centrale européenne (BCE), qui fut fondée dans les années 1990 et délibérément planifiée selon les principes de la Bundesbank, les entreprises, les gouvernements et les ménages purent se procurer des crédits à des conditions favorables. La fiabilité de la BCE, c’est-à-dire la confiance qu’avaient les marchés financiers et les entreprises dans sa capacité à remplir son mandat d’assurer la stabilité des prix, contribua de façon décisive à maintenir les taux d’intérêt à un niveau faible. Ce sont surtout les pays dont la banque centrale et la politique monétaire jouissaient naguère d’une considération nettement moindre qui purent tirer profit de la haute crédibilité de l’euro et de la BCE. Grâce à l’euro, les investissements dans des pays comme la Grèce et le Portugal étaient devenus beaucoup plus attrayants par des rendements désormais nettement plus élevés. Autrement dit, la monnaie commune avait notablement réduit le risque lié à l’investissement, d’autant que les gouvernements s’étaient engagés, aux termes du traité de Maastricht sous-jacent à l’introduction de l’euro, à adopter un comportement plus responsable et à éviter tout endettement excessif. L’interdiction faite aux banques centrales nationales d’avoir recours si nécessaire à une politique d’expansion monétaire devait conduire à davantage de discipline dans la politique budgétaire et structurelle. Du reste, dans beaucoup de pays de la zone euro, la dette publique diminuait graduellement, non par suite d’une réduction des dépenses publiques, mais parce que la forte croissance avait dopé les recettes fiscales.
Le début de la crise financière mondiale de 2008 montra cependant que beaucoup de ces attentes de convergence étaient exagérées sinon fausses, et que beaucoup des investissements et dépenses dans l’Europe du Sud étaient en partie excessives ou mal orientées. Il s’était formé une gigantesque bulle entre autres sur le marché de l’immobilier en Espagne et sur le marché financier en Irlande. Les déséquilibres macro-économiques s’étaient considérablement aggravés dans les années de relance entre 2003 et 2007. Pourtant, en 2000 encore, la plupart des pays présentaient une balance courante en équilibre. Cela changea spectaculairement dans les dix premières années de l’euro, et des pays comme le Portugal, l’Espagne, l’Irlande et la Grèce enregistrèrent de fortes hausses de leurs importations, alors que leurs exportations vers la zone euro ou le reste du monde ne s’accroissaient que modérément. En Allemagne, c’est le contraire qui se passa. Jusqu’en 2007, l’Allemagne avait accumulé un excédent à sa balance courante de plus de 6 % du PIB ; cet excédent était en presque totalité le résultat de ses échanges avec d’autres pays de la zone euro.
Dans le même temps, les banques allemandes accordaient des crédits aux banques d’autres pays européens, à des sociétés immobilières dans les pays du sud en pleine expansion, ou à des ménages privés. Les investissements en Europe du Sud semblaient aux firmes allemandes plus prometteurs que les investissements dans leur propre pays. Le commerce extérieur excédentaire de l’Allemagne, par quoi beaucoup d’argent put être injecté dans l’économie allemande, était donc contrebalancé par une exportation démesurée de capitaux.

##### Le cercle vicieux des quatre crises
L’erreur centrale des États d’Europe méridionale fut d’avoir, pendant les années fastes, accru leur endettement tant dans le secteur privé que public. La crise financière mondiale allait rendre cette faiblesse manifeste. Au milieu de la phase de redressement début 2010, les turbulences financières éclatèrent en Grèce. Nombre de segments du marché financier se mirent à geler, et les prix des actifs chutèrent sensiblement. Il s’ensuivit que les banques eurent de plus en plus de peine à se refinancer et de se procurer des liquidités par des crédits accordés par d’autres banques.
À la suite de la faillite de Lehman Brothers en 2008, l’Allemagne et la plupart des pays européens eurent de sérieux problèmes avec leurs banques. Le gouvernement allemand dut recapitaliser une série de banques et injecter quantité de milliards afin d’éviter une crise bancaire systémique. Les autres pays européens n’étaient pas mieux lotis et la BCE dut leur venir en aide, avec un succès médiocre. La situation dépassa bientôt les capacités du gouvernement de beaucoup d’États. Par suite des recettes en baisse et de prestations sociales en hausse, de nombreux États n’étaient plus en mesure de soutenir leur économie et leur système bancaire. Par le danger de contagion générale, l’intégration poussée des économies et des marchés financiers, qui était l’épine dorsale de l’espace économique européen, se muait soudainement en faiblesse. Du fait de ces étroites relations commerciales et des emboîtements des marchés financiers, la crise menaçait à présent de se propager d’un petit pays comme la Grèce vers les autres États de la zone euro, dont l’économie n’était pas au fond si différente et qui avaient connu avant 2008 une explosion semblable des investissements et des dépenses.
À ces trois crises (bancaire, de la dette publique, économique) vint s’en ajouter une quatrième, une crise de confiance. Les investisseurs s’avisèrent que beaucoup de pays de la dénommée périphérie de la zone euro n’avaient en réalité plus aucune marge de manœuvre. Au niveau européen ne restait plus que la BCE, qui s’efforçait d’assurer le fonctionnement des marchés financiers et de faire en sorte que les banques solvables eussent accès à suffisamment de liquidités. Toutefois, dans une union monétaire qui n’a pas cessé en fait d’être composée d’États membres souverains, la marge de manœuvre d’une banque centrale est notablement plus restreinte.
D’où le cercle vicieux : un système bancaire faible, barrant l’accès au crédit aux entreprises et aux individus, exacerbe une crise économique. Cette aggravation de la crise économique affaiblit davantage encore le système bancaire et met ainsi en difficulte maints gouvernements. Lorsqu’ensuite les conditions de financement des gouvernements se détériorent et que la valeur des emprunts d’État recule, c’est le système bancaire national qui en pâtit particulièrement, étant donné qu’une grande part des emprunts d’État sont détenus par des banques du pays concerné, etc.

##### Le rôle de la Troïka
L’auteur note tout d’abord que ce qu’a fait la Troïka ces quatre dernières années (avant 2014) ressemble à ce que fait le FMI depuis cinq décennies. L’idée sous-jacente aux programmes d’aide du FMI est d’accorder des crédits en contrepartie de réformes économiques et de permettre aux gouvernements bénéficiaires de s’acheter du temps, en les rendant temporairement indépendants d’un refinancement sur les marchés de capitaux. La mission du FMI consiste à assister les États par son savoir technique et par ses moyens financiers dans la mise en œuvre des réformes. En même temps, les États membres du FMI s’attendent à ce que les crédits accordés soient remboursés par les États beneficiaires ; autrement dit, des programmes d’aide ne sont octroyés que sous réserve que les réformes seront conçues et mises en œuvre de telle sorte que les problèmes puissent être résolus et que l’ultérieur remboursement des crédits au FMI soit garanti.
Assurément, concède l’auteur, les programmes d’aide à l’intention de la Grèce, de l’Irlande, du Portugal, de l’Espagne et de Chypre étaient tout sauf parfaits. En effet :

« Pour la Grèce en particulier, les deux programmes s’appuyaient, en ce qui concerne ses perspectives économiques, sur des prémisses trop optimistes. De plus, ils sous-estimaient l’ampleur des réformes nécessaires. De surcroît, certains éléments des réformes étaient trop ambitieux et ne purent pas être appliqués pleinement. Il apparaît clair que dans un premier temps les connaissances spécialisées pour l’élaboration et la mise en œuvre des réformes manquaient à l’Union européenne et à la BCE , et que celles-ci dépendaient fortement de l’expérience du FMI. »

Certains des programmes ont donné de bons résultats. L’Irlande et le Portugal ont rempli et achevé leur programme avec succès. Au début de 2014, le gouvernement irlandais fut à nouveau en mesure de se financer sur les marchés de capitaux.

##### L'absence de règles communes
Il devint clair dès 1999 que l’Europe n’était pas une zone monétaire optimale et qu’une politique monétaire et économique commune serait nécessaire à soutenir le processus de convergence. Il est non moins nécessaire que la politique économique des différents pays tende aussi à converger de sorte que la politique monétaire commune soit celle appropriée pour tous les États. La politique monétaire et économique commune ne peut conduire à la stabilité des prix, insiste l’auteur, que si la politique budgétaire de tous les États est responsable. Afin de juguler les conduites budgétaires irresponsables, le traité de Maastricht oblige les gouvernements signataires à restreindre leurs déficits et leur endettement. Le même traité devait aussi garantir que les gouvernements seraient eux-mêmes comptables de leur conduite et qu’ils auraient à supporter tous les coûts en cas d’insolvabilité. Cette clause de non renflouement externe (« no bail-out ») fut inefficace parce que les acteurs des marchés financiers, ne prenant pas cette clause au sérieux, s’étaient abstenus de requérir (p.ex. pour des obligations souveraines italiennes ou grecques) des taux majorés par rapport aux taux des obligations allemandes.

#### Le poids mondial de l’Allemagne et de l’Europe
Marcel Fratzscher explique ici l’importance de la monnaie dans le système économique international. 
Après la Deuxième Guerre mondiale, la prépondérance du dollar américain ne cessa de se renforcer. Cette devise était de loin la monnaie la plus importante dans le système de taux de change fixes de Bretton-Woods. Cette prépondérance représentait un privilège non seulement pour l’État américain, mais aussi pour les entreprises américaines — un « privilège exorbitant », selon les termes de Valéry Giscard d’Estaing. Ils pouvaient s’endetter dans cette monnaie et ainsi améliorer notablement leurs conditions de financement. Cela permit à l’État, aux entreprises et aux contribuables américains d’économiser, affirme l’auteur, d’énormes quantités d’argent.
C’est plus spécialement en temps de crise qu’une devise mondiale se révèle être un énorme avantage. Ainsi, beaucoup d’investisseurs voulurent lors de la crise financière mondiale de 2008/2009 réduire leur risque et investir dans des obligations sûres libellées dans une monnaie stable. Il s’ensuivit une fuite massive de capitaux du monde entier au profit de produits financiers américains, en particulier des obligations souveraines américaines.
L’euro aussi joue depuis 1999 un rôle de plus en plus important, tant régionalement (en Europe) qu’au niveau mondial. Une grande partie des échanges commerciaux des firmes allemandes se fait aujourd’hui (2014) en euro, non seulement les exportations, mais aussi de plus en plus les importations, ce qui constitue un avantage énorme, plus particulièrement pour cette économie très ouverte qu’est celle de l’Allemagne.
Nous assistons (2014) à une réorganisation du système monétaire international, en effet :

« On assiste aujourd’hui à une tendance manifeste vers un système monétaire mondial soit bipolaire soit tripolaire. La question, que l’Europe aura à trancher, est de savoir si elle veut s’insérer dans un système bipolaire basé sur le dollar américain et le renminbi chinois, ou si sa propre monnaie, l’euro, doit à moyen terme s’établir comme élément important d’un système planétaire financier et monétaire tripolaire. L’Allemagne, ici encore, a besoin de l’Europe et de l’euro. Car si le Deutsche Mark était certes stable et jouissait d’une haute considération internationale, il n’y avait que peu de chances, en raison de la taille trop faible de l’économie allemande, qu’il pût jamais réellement s’établir comme devise mondiale aux côtés du dollar américain et du renminbi chinois. »

Rappelons que la Chine, avec un taux de croissance de près de 10 % par an, a vu son économie croître dix fois plus vite que l’économie allemande dans les dix années écoulées. Il est clair que la part de l’économie allemande dans l’économie mondiale regressera de 4 à 5 % aujourd’hui (2014) à 1 à 2 % à terme. La seule possibilité pour l’Allemagne d’assurer que sa voix ait quelque poids dans les décisions internationales est d’apparaître comme partie constitutive d’une Europe commune et forte. Ce n’est que si l’Europe parvient à s’unir et à intervenir internationalement d’une seule voix, que les intérêts de tous les États européens auront, assure l’auteur, quelque chance d’être pris en considération.

### Troisième illusion: l’Europe ne fait que lorgner sur l’argent de l’Allemagne

#### L’Allemagne, victime et éternel payeur de l’Europe?
Il n’est plus guère de sujet sur lequel les Européens soient aujourd’hui d’accord ; on se querelle à propos de la bonne politique de sortie de crise, sur la question de savoir quel pays porte la plus grande responsabilité de la misère actuelle, etc. Beaucoup de pays voisins de l’Allemagne disent celle-ci co-responsable de la crise européenne et de ce qu’une solution durable à leur situation de détresse n’a toujours pas pu être trouvée, se plaignant que c’est l’Allemagne qui définit la politique européenne de sauvetage, laquelle serait inadéquate. L’Allemagne de son côté se voit comme victime, comme bouc émissaire des échecs économiques de ses voisins, et interprète leurs lamentations comme une tentative de mettre la pression sur l’Allemagne et de lui extorquer davantage d’argent et de fonds de secours. Pourtant, reconnaît l’auteur, la vision des voisins de l’Allemagne n’est pas totalement erronée, en effet :

« Une appréciation critique approfondie de la politique de sauvetage et des mesures économiques prises par l’UE fait apparaître que le gouvernement fédéral [allemand] a marqué de son empreinte toutes les décisions importantes prises au niveau européen depuis 2010. Chacune d’entre elles portent la signature allemande. La politique économique de l’Europe ainsi que ses institutions seraient à coup sûr différentes aujourd’hui si les choses s’étaient faites selon la volonté d’autres nations européennes. Cela, tous les Européens en sont conscients, il n’y a que l’Allemagne qui ne veut pas s’avouer cette vérité. L’Allemagne est le rétif hégémon de l’Europe, qui a marqué de son sceau les décisions européennes, mais s’effarouche à l’idée d’en assumer la pleine responsabilité. »

Beaucoup reprochent à l’Allemagne un manque de solidarité, et croient que l’Allemagne leur a imposé des réformes économiques inappropriées, qui n’ont fait qu’aggraver la crise et les retiennent captifs dans une politique économique piégée. Sont pointées du doigt plus particulièrement les reformes économiques contenues dans l’Agenda 2010, qui ont fait chuter les salaires en Allemagne et permis à l’économie allemande d’énormes gains de compétitivité au détriment des pays voisins. À présent, l’Allemagne refuse de rehausser ses salaires et ses prix à l’exportation, et donc interdit la restauration d’une concurrence plus équilibrée en Europe. Les Allemands auraient réussi à imposer égoïstement leur volonté aux autres Européens, de sorte que la grande majorité des réformes satisfait exclusivement aux besoins et souhaits de l’Allemagne, et non ceux des pays voisins. En outre, l’Allemagne a si bien émoussé et édulcoré l’union bancaire qu’il lui manque aujourd’hui un backstop budgétaire crédible, c’est-à-dire un fonds commun paneuropéen grâce auquel les banques pourraient se recapitaliser. L’Allemagne est trop avare pour doter suffisamment les mécanismes de sauvetage de sorte qu’ils puissent soutenir efficacement les pays en difficulté et les aider réellement à sortir de la crise.
L’Allemagne pour sa part se voit comme une victime : ce n’est pas le gouvernement allemand, mais la Troïka composée de la Commission européenne, du FMI et de la BCE qui est responsable des programmes de réforme des pays en crise, mais c’est à l’Allemagne qu’il est demandé de prendre en charge une grosse part des risques financiers de ces programmes. D’autre part, les réformes que l’Allemagne a dû mettre en œuvre au milieu des années 2000 ont été douloureuses et assorties d’un haut coût social. Beaucoup d’Allemands pensent que c’est au tour des pays en crise de suivre l’exemple allemand et d’appliquer enfin résolument ces mêmes réformes douloureuses.
L’auteur observe que les réformes structurelles qui sont nécessaires aux pays en crise, réformes déjà mises en train dans nombre de pays, seront d’une portée et d’une profondeur énormes. Ils sont appelés à transformer les structures de la société si fondamentalement qu’il est impossible d’atteindre un consensus politique en leur faveur. Dès lors, la tentation est forte de désigner un ennemi extérieur, contre lequel il s’agit de résister collectivement et de lutter pour préserver les intérêts nationaux.

##### Un bouc émissaire facilite les réformes
À l’instar du FMI en Asie lors de la crise asiatique, l’Allemagne se voit imputer le rôle de bouc émissaire par les pays en crise. Un bouc émissaire, note l’auteur, doit toujours être concret, bien identifiable, de préférence présenter un visage. Rejeter la faute sur les « marchés financiers » est difficile ; on a du mal à les comprendre, à les saisir et à les attaquer. L’Allemagne par contre est le bouc émissaire pour ainsi dire idéal : le grand voisin, influent, qui se porte comme un charme et apparaît comparativement prospère. C’est au surplus un pays qui a un sombre passé et qui aujourd’hui encore prend des attitudes assez maladroites d’un point de vue diplomatique. Cette stratégie du bouc émissaire a tout de même permis à certains États en crise de limiter la montée des extrémismes sur leur territoire.
De même que les programmes du FMI en Asie, les réformes de la Troïka sont, pour les pays européens en crise, pour la plupart appropriées et nécessaires. Assurément, beaucoup d’erreurs ont été commises dans ces programmes ; en particulier, dans le cas de la Grèce, ils furent au début trop optimistes, les objectifs beaucoup trop ambitieux et irréalistes. Mais, estime l’auteur, l’orientation fondamentale, tendant à de profondes réformes structurelles et institutionnelles, est juste et apparaît comme la seule option possible pour mettre les économies nationales sur une voie durable et offrir à nouveau quelque perspective à ces États.
L’Allemagne ne fait pas partie de la Troïka. Par ses contributions financières aux plans de sauvetage européens et par des crédits bilatéraux, l’Allemagne a concouru de façon décisive à ce que les montants des aides aient atteint des niveaux aussi élevés. Le reproche qui est fait à l’Allemagne et selon lequel ses succès économiques de ces dix dernières années ont été obtenus aux dépens des pays voisins, est fallacieux. Les pays européens n’ont pas subi de pertes de compétitivité parce que l’Allemagne avait si bien réussi, mais parce qu’ils ont mené une politique budgétaire trop expansive, que les salaires et les revenus de leurs travailleurs ont augmenté à un rythme nettement plus rapide que la productivité de l’économie, ou qu’ils n’avaient pas de systèmes bancaire et financier viables.
Bien au contraire : l’Allemagne, parce qu’elle est restée tout au long de la crise un pôle de stabilité, a permis aux pays en difficulté de continuer à exporter vers l’Allemagne, a contribué de façon déterminante à préserver la stabilité de l’euro, et a fait en sorte que la confiance en la monnaie commune ne s’est pas perdue. La crise eût été beaucoup plus profonde pour tous les Européens si l’Allemagne n’avait pas été aussi stable et n’avait pas connu une telle réussite économique sur les marchés mondiaux.

##### La politique européenne de redressement porte l’estampille de l’Allemagne
L’Allemagne, reconnaît l’auteur, n’est pas à l’abri de toute critique. Le gouvernement allemand a poursuivi pendant la crise une « stratégie des petits pas » : beaucoup de ses mesures de politique économique étaient minimalistes et n’étaient prises qu’à la dernière minute. Ce n’est que quand l’Europe avait le dos au mur que l’Allemagne a consenti à de nouvelles réformes et à de nouvelles aides. Ainsi fallut-il attendre jusqu’en juin 2012, après que la pression des marchés financiers sur les pays en difficulté avait massivement augmenté, pour qu’enfin la chancellière accepte le principe d’une union bancaire et d’un mécanisme de sauvetage, le Mécanisme européen de stabilité (MES). Bon nombre de décisions européennes concernant la crise sont nées dans l’urgence et n’étaient dans presque tous les cas que des réponses au coup par coup décidées au gré des pressions des marchés financiers. La plupart de ces décisions ne comportaient que des mesures minimalistes, ne sous-tendaient aucun plan à long terme, à plus forte raison aucune vision sur la manière dont l’Europe pourrait s’extraire durablement de la crise — on traitait les symptômes, en différant la recherche de solutions durables. Un simple coup d’œil sur l’effondrement catastrophique des économies nationales et des sociétés des pays en crise, mais aussi sur l’évolution décevante dans toute l’Europe et en Allemagne, ne permet guère de douter selon l’auteur que la politique européenne pendant la crise doive dans son ensemble être qualifiée d’échec.
Quelques réformes fondamentales ont cependant été mises en train ; or, dans chacune de ces réformes, la signature de l’Allemagne est patente. Plus particulièrement, la politique de crise et les systèmes de sauvetage FESF (Fonds européen de stabilité financière) et MES laissent transparaître très clairement le principe que l’octroi de fonds de secours doit être subordonné à des conditions très strictes. C’était surtout l’Allemagne qui voulut finalement y associer le FMI comme co-acteur des programmes de redressement, non seulement parce que dans l’opinion de l’Allemagne, il manquait à l’Europe les compétences nécessaires sur la manière d’élaborer et d’appliquer de tels programmes, mais aussi parce qu’elle redoutait que la Commission européenne et la BCE ne mettent pas suffisamment l’accent sur les conditions auxquelles devait être soumis tout octroi de crédits. Et aujourd’hui en effet (2014), la Troïka composée de la Commission européenne, de la BCE et du FMI attache un très grand prix aux réformes structurelles et à l’austérité budgétaire.
Le pacte budgétaire et le semestre européen visent en premier lieu à une discipline plus stricte des États et à de meilleures possibilités de contrôle. Ainsi tous les pays de la zone euro doivent-ils préalablement soumettre leur budget à la Commission européenne avant qu’il ne puisse devenir loi.
Dans le pacte budgétaire, l’influence allemande est nettement perceptible. Nombre d’économistes arguent qu’une union monétaire ne peut fonctionner que moyennant une union budgétaire durable à l’échelle européenne ; à l’union monétaire doit aussi correspondre une politique financière sinon commune, à tout le moins coordonnée. Une telle union budgétaire implique en général l’existence de règles communes et la nécessité de limites à la souveraineté budgétaire des États-nations ainsi qu’une responsabilité commune. Différentes modalités d’une telle responsabilité commune sont imaginables. Le comité d’experts allemand a proposé un pacte de réduction de dettes, où serait mutualisée la partie de la dette publique qui excède 60 % du PIB, mais où en même temps, une voie claire serait imposée quant à la manière de réduire de façon crédible l’endettement « excessif » au cours des 20 années suivantes. D’autres modalités ont été suggérées, où le rôle disciplineur sur les gouvernements incomberait en premier lieu aux marchés financiers. Enfin, un partage total de la responsabilité budgétaire, sous la forme d’Eurobonds, est également une possibilité.
Cette mutualisation totale a toujours été résolument rejetée par le gouvernement allemand, au motif que le pacte budgétaire n’est lié à aucun mécanisme crédible de sanctions propre à contraindre les pays signataires du pacte à se tenir aux règles communes. Au surplus, il n’est prévu dans ledit pacte aucun mécanisme de transfert budgétaire en direction des pays en difficulté. Les avocats d’un tel mécanisme arguent que des obligations émises en commun auraient permis de mettre un terme à la crise beaucoup plus tôt et plus radicalement. Il est un fait que le gouvernement allemand a obtenu, sur ce chapitre également, largement gain de cause. Si l’on avait suivi les vues de beaucoup de pays en crise, qui étaient aussi grosso modo celles de la France, nous aurions aujourd’hui dans la zone euro un mécanisme fort poussé de transfert budgétaire.
Quant à l’union bancaire, c’est le gouvernement allemand qui insista pour que celle-ci ne concerne que les plus grandes banques et qui obtint que les autorités nationales continuent à exercer une grande influence sur la prise de décision. Aussi le gouvernement allemand aura-t-il en pratique un droit de véto lorsqu’il s’agira de savoir si telle banque allemande sera mise en liquidation et de quelle manière. De plus, le ministre allemand des Finances a obtenu lors des négociations que le MES ne pourra pas recapitaliser directement les banques en détresse.

##### L’Allemagne commehégémonà son corps défendant
Dans l’opinion allemande domine l’idée que l’Allemagne a assumé de hauts risques au bénéfice de ses voisins et que les bénéficiaires de l’UE sont avant tout les autres pays. L’Allemagne aurait subi les effets néfastes de la crise des autres pays, et sans leurs problèmes et erreurs, l’économie allemande se serait développée beaucoup mieux depuis 2010. Bref, l’Allemagne serait la victime de la politique européenne de lutte contre la crise. Or, selon l’auteur, c’est là une contre-vérité :

« L’Allemagne n’est pas victime de la politique européenne de redressement, mais au contraire son principal architecte et l’un de ses plus grands bénéficiaires. Grâce aux programmes d’aide, les États en crise ont pu empêcher une récession plus grave encore de leur économie. Les programmes d’aide leur ont donné le temps d’accomplir les réformes structurelles et budgétaires nécessaires. Grâce à cela, l’économie européenne a pu mieux se développer, et les risques pour les entreprises et pour le système financier ont sensiblement baissé. C’est l’Allemagne qui a le plus profité de cette évolution. Ce sont en effet surtout les intérêts d’investisseurs allemands, de banques allemandes, d’entreprises allemandes, de personnes privées allemandes qui ont été préservés par cette politique. »

Les programmes de redressement auraient, selon certains auteurs, vidé de sa substance un mécanisme de marché fonctionnant correctement et discipliné. Cependant, cette thèse, selon laquelle les marchés financiers auraient fonctionné correctement, est fausse ; le contraire est vrai : des marchés financiers dysfonctionnels ont été l’une des causes de la crise. Il est faux également de dire que des sommes gigantesques provenant du contribuable allemand aient été irrémédiablement transférées vers les pays en difficulté. En réalité :

« Les institutions allemandes et européennes n’ont rien fait d’autre, par leurs financements et par les garanties du gouvernement allemand, que d’octroyer des crédits à ces pays. À quelques très rares exceptions près, l’Allemagne n’a ainsi ni consenti à des transferts financiers, ni pris sur elle les dettes de ses voisins. Bien au contraire, l’État allemand a pu retirer des bénéfices nets de sa participation aux crédits d’aide, en particulier du fait que les intérêts à payer par les gouvernements et par les institutions financières des pays en crise sont plus élevés que les coûts de l’octroi de crédit pour l’État allemand. »

Aux yeux des pays voisins de l’Allemagne au contraire, ce pays ne se proposait pas, par son aide, à secourir les pays en détresse, mais seulement à protéger les intérêts et les investissements allemands. Même l’annulation d’une parte de la dette grecque en 2012 se fit principalement au détriment de banques et d’investisseurs grecs, en exemptant en grande partie les investisseurs allemands.
Mais l’Allemagne également, tout comme ses voisins, met en œuvre une stratégie du bouc émissaire, sauf que le bouc émissaire s’appelle ici souvent « Europe ». Pourquoi les Allemands ne sont-ils pas fiers, s’interroge l’auteur, de ce que leur pays, comme aucun autre, a dominé et façonné les décisions européennes ? Pourquoi ne s’avisent-ils pas que l’Allemagne a profité de l’euro et de la politique européenne de redressement ? Se dépeindre soi-même comme victime innocente de l’Europe permet de justifier que l’on défende plus âprement encore ses propres intérêts nationaux.
Cependant, la méfiance réciproque croissante des partenaires européens est nuisible. Non seulement, on se plaît à se voir soi-même comme victime expiatoire des erreurs des autres, mais encore le scepticisme ne cesse-t-il de croître quant à la sincérité des autres à trouver une solution européenne. Cette méfiance concernant la motivation européenne est en constante augmentation, en particulier dans l’opinion publique allemande. La stratégie du bouc émissaire recèle donc le péril d’une scission économique et politique de l’Europe.
Cependant, cette façon qu’ont les Allemands de se poser en victime est contraire à la réalité. En effet, selon l’auteur :

« L’Allemagne nie son rôle d’hégémon de l’Europe. Comme ayant l’économie la plus grande et pour l’heure la plus compétitive d’Europe, et comme étant le pays le plus stable politiquement, l’Allemagne a acquis ces dix dernières années une puissance de facto et un fort pouvoir d’influence. Il n’est guère quelqu’un en Allemagne qui se sente à l’aise dans ce rôle. Car il entraîne une grande responsabilité, au-delà de ses propres frontières, à l’égard de l’Europe dans son ensemble. On peut chercher des causes historiques à cette réticence à assumer sa responsabilité politique. Après la réunification, non encore totalement assimilée, cette responsabilité implique un changement de rôle. Dans le passé, c’était plutôt la France qui détenait la direction politique, tandis que l’Allemagne se bornait à assumer la direction économique.

Par l’actuelle faiblesse économique, mais aussi politique, de la France, le principal partenaire de l’Allemagne en Europe est sorti de course. Aucun autre pays n’a pu remplir le vide ainsi créé. Seule l’Allemagne avait durant la crise la vigueur économique et politique permettant d’endosser ce rôle dirigeant. Mais comme nous nous rebiffons, l’Europe se trouve en ce moment privée d’une direction et d’une orientation claires. »

#### La crise européenne n’est pas une crise de l’euro
La crise européenne a quatre facettes : elle est à la fois crise de la dette, crise bancaire, crise de compétitivité, et crise institutionnelle. L’introduction de l’euro a apporté des avantages à tous les pays membres : l’euro augmente les échanges, a entraîné une intégration financière renforcée et des conditions de financement plus avantageuses, assure la stabilité des prix, intensifie la concurrence et apporte ainsi des gains d’efficacité ; la monnaie commune a aussi fortement accéléré l’intégration des marchés financiers. À cause de l’euro, les investisseurs et les entreprises d’Europe du Nord ont un intérêt accru à investir en Europe méridionale, car grâce à la suppression des monnaies nationales, le risque lié au taux de change a cessé d’exister.
Cette forte intégration des marchés financiers a déclenché un réel processus de convergence, c’est-à-dire un rapprochement entre les pays de la zone euro. Non seulement le taux d’inflation, mais aussi et surtout les conditions de financement et les taux d’intérêt des différents pays ont tendu à s’accorder. Les États à faible crédibilité monétaire ont massivement profité de ce processus, vu qu’avec la BCE ils disposaient soudainement d’une banque centrale hautement crédible et indépendante, qui du point de vue de ses missions, de sa structure et de son indépendance apparaît très apparentée à la Bundesbank.
Les faibles taux d’intérêt dans les pays du sud ont permis surtout aux entreprises et aux ménages privés de contracter des crédits pour financer des investissements à long terme. Il était escompté qu’ainsi ces économies pourraient se revigorer, que la productivité, les revenus et les salaires augmenteraient, et que finalement le niveau de vie monterait surtout dans les régions plus pauvres de la zone euro. Il s’est révélé cependant que les effets de ce processus de convergence n’étaient pas durables. Certains pays membres négligèrent d’utiliser ces bienfaits pour renforcer durablement leur économie et consolider leurs finances publiques ; au contraire, par les conditions de financement favorables, ils succombèrent à la tentation de grossir leur endettement privé et public, et mirent ainsi leur économie dans une situation viciée. L’euro est-il la cause de ce comportement ? Assurément, avec l’euro, il était plus facile de commettre de telles erreurs. La baisse des taux d’intérêt a induit les États, les entreprises et les ménages dans la tentation de prendre des décisions erronées. Mais la responsabilité finale en incombe aux investisseurs eux-mêmes.
La crise n’a en réalité rien de commun avec une crise monétaire. La zone euro prise dans sa totalité n’avait pas, avant la crise, d’euro surévalué. Tout au long de la crise, l’euro est resté extrêmement stable et demeure correctement évalué sur le marché des devises. Les crises bancaire et budgétaire n’ont pas leur origine dans quelque déséquilibre monétaire, mais bien plutôt, estime l’auteur, dans le comportement à risque des banques, dans le manque de flexibilité sur le marché des biens et du travail, ainsi que dans des politiques budgétaires trop expansives. L’euro, par sa stabilité et sa fiabilité, a eu au moins cet avantage d’avoir pu dissuader jusqu’ici les investisseurs de retirer du capital net hors de la zone euro.
Selon un argument fréquemment mis en avant, les pays de l’union monétaire sont à maints égards trop disparates pour partager une même politique monétaire et financière. Pour Marcel Fratzscher, cet argument est une erreur de jugement, reposant sur le schéma naïf, tout droit sorti des livres scolaires, de la zone monétaire dite « optimale », qui n’existe qu’en théorie ; dans la vraie vie, une zone monétaire n’est jamais optimale. L’union monétaire allemande de 1990 a réuni deux économies qui différaient alors beaucoup plus que ne le faisaient les États européens qui se sont associés en 1999 pour former une union monétaire. L’union monétaire allemande fut néanmoins mise en place, dans la conviction que l’intégration des deux anciens États serait atteinte plus vite et plus facilement avec une monnaie commune, stable et crédible. Cette option est infiniment préférable à celle de deux monnaies distinctes et de deux économies nationales différentes. Du reste, en l’espèce, l’union monétaire s’accompagna d’une union politique, d’un marché financier commun, et d’une union budgétaire.
Une autre critique à l’égard de l’euro est l’impossibilité qui est faite aux pays du sud d’ajuster la valeur de leur monnaie en fonction de leurs besoins. Il est exact que les pays du sud ont à plusieurs reprises dans le passé eu recours à une stratégie de dévaluations réitérées afin de protéger à court terme leur compétitivité. Il y a toutefois une différence fondamentale entre la dévaluation de sa propre monnaie existante, et l’abandon de l’euro suivi de sa conversion en une autre monnaie. Une telle opération aurait pour conséquence une dévaluation massive de la nouvelle devise, et les entreprises ne pourraient garder une bonne part de leurs recettes que dans cette nouvelle monnaie affaiblie. Les dettes et les crédits en revanche continueraient à devoir être remboursés en euro. La conséquence en serait la faillite de plusieurs États et une vague d’insolvabilités chez les entreprises et les ménages privés. Une sortie de l’euro conduirait pour les pays concernés, avec une très haute probabilité, à un effondrement beaucoup plus profond encore et à une tragédie encore plus grande pour les habitants et pour l’économie. De même, l’argument selon lequel une dévaluation pourrait augmenter la compétitivité des pays en difficulté et impulser la croissance est fallacieux.
Toutes ces suggestions ne tiennent aucun compte de la cause des problèmes. En effet, le grand défi pour tous les pays en crise, sans exception, est la mise en œuvre de réformes de structure propres à conduire à plus de flexibilité sur les marchés et à plus de concurrence. Les dévaluations à répétition de monnaies déjà faibles en Europe du Sud dans les cinq décennies avant l’instauration de l’euro n’étaient pas une bonne stratégie.
Un effondrement des pays du sud produirait à coup sûr une profonde récession en Allemagne également, vu que des investisseurs et des entreprises allemands ont fait d’énormes investissement dans ces pays et qu’une très grande partie de ces investissements se transformerait en pertes massives.
La volonté politique est le seul élément décisif quant à savoir si l’union monétaire européenne sera une réussite économique durable. Cela requerra une plus grande coordination des décisions de politique économique au niveau européen, en particulier dans le domaine des marchés financiers, des banques et de la politique budgétaire.

#### La responsabilité de l’Allemagne dans ses propres excédents commerciaux
En 2013, l’Allemagne avait accumulé un excédent de son commerce extérieur équivalant à 7,3 % de son PIB. Ces excédents cependant avaient été acquis principalement par des échanges avec des pays hors zone euro. D’autre part, les pays en difficulté — Espagne, Italie et Portugal — ont aujourd’hui (2014) tous une balance commerciale en équilibre, important depuis l’Allemagne beaucoup moins de biens qu’encore au début de la crise. En d’autres mots, l’origine des excédents allemands à l’exportation n’est pas à chercher dans les pays du sud.
Certains pays voisins et le FMI rendent les excédents commerciaux allemands coresponsables de la crise européenne, affirmant que ces excédents ont contribué à provoquer les déficits et le manque de compétitivité d’autres pays membres ; selon l’auteur, ce reproche est injuste : les excédents commerciaux de l’Allemagne se sont constitués en grande partie lors d’échanges avec des pays en dehors de la zone euro.
Selon une autre critique, la haute compétitivité allemande, reflétée dans les excédents commerciaux, agit au détriment des pays en crise et leur ôte toute possibilité de croissance. L’Allemagne devrait pour cette raison réduire sa compétitivité, p.ex. par une hausse sensible de ses salaires. Ce reproche est faux également, car les entreprises allemandes fortement exportatrices font de moins en moins concurrence aux autres pays de la zone euro et de plus en plus aux entreprises d’Asie et des États-Unis. Ce déséquilibre de la balance commerciale représente un problème pour l’Allemagne elle-même, car en réalité le souci n’est pas tant que les exportations soient trop importantes, mais que les importations soient trop faibles. Ils traduisent des faiblesses structurelles fondamentales de l’économie allemande, notamment l’énorme augmentation du taux d'épargne privée et la forte régression des investissements en Allemagne. Ces dernières années, l’Allemagne n’a pas su placer l’argent de son épargne de façon rémunératrice, et en fait a subi des pertes depuis 1999 de l’ordre de 400 milliards d’euros. Le fort taux d’épargne et les excédents commerciaux ont donc non pas agrandi, mais amenuisé la richesse allemande. À cela se combine une faiblesse des investissements des entreprises, l’Allemagne n’ayant investi que 17 % de son PIB, le taux le plus bas au monde, contre encore 23 % au milieu de la décennie 1990. Les entreprises exportatrices allemandes investissent beaucoup, cependant de moins en moins en Allemagne même et de plus en plus dans le reste du monde. Les 30 plus grandes entreprises allemandes ont créé en 2013 quelque 37 000 nouveaux postes de travail à l’étranger, mais seulement 6 000 en Allemagne. En outre, les secteurs allemands de services, si certes ils occupent de nombreux employés, ont peu investi dans la décennie passée, et présentent une productivité faible et se caractérisent par une faible concurrence. La conséquence en est que ces secteurs ne produisent guère de croissance et de prospérité.
L’on ne traitera pas le problème des excédents allemands en abaissant la compétitivité de l’économie allemande et en réduisant ses exportations, mais par une politique économique visant à relancer l’investissement en Allemagne par la mise en place d’incitatifs et d’un meilleur environnement d’investissement.

#### Le mythe du «piège Target»
L'expression « piège Target » est une allusion au titre d’un ouvrage de Hans-Werner Sinn : Die Target-Falle - Gefahren für unser Geld und unsere Kinder (litt. « Le Piège Target – Périls pour notre argent et pour nos enfants »).
Selon l’auteur, il est inexact de dire que l’Allemagne a subi des pertes par suite de sa participation aux crédits d’aide, par des prises de garantie ou à cause du système de paiement Target2 (ou T2). Au contraire, les investissements et crédits allemands ont été protégés par ces aides. L’Allemagne a même encaissé des bénéfices ; les bénéfices de la Bundesbank ont massivement progressé ces dernières années par des achats et des crédits de la BCE.
Le système Target fonctionne comme suit : lorsqu’un investisseur allemand ou une banque allemande retire du capital d’Espagne et le rapatrie en Allemagne, il en résulte un trou de financement en Espagne, qui en règle générale est comblé ensuite par l’octroi renforcé de crédits par la BCE à l’Espagne. Par la fuite de capitaux consécutive à la crise, les banques des pays en difficulté ont eu besoin de beaucoup plus de crédits de la part de la BCE, tandis que les banques allemandes ont clairement profité de ces flux de capitaux. Il en a résulté une asymétrie des flux de paiement. Cette dynamique conduit à une hausse des obligations de banques espagnoles vis-à-vis du système commun T2. Attendu que chaque banque qui reçoit des crédits de la BCE est tenu de mettre des garanties en dépôt, l’éventuelle banqueroute d’une banque ne constitue en général pas un problème pour la BCE et, partant, pour l’Allemagne. Ce système du reste a excellemment fonctionné pendant la crise, et la BCE n’a éprouvé aucune perte par suite de faillites bancaires.
Les obligations des pays du sud se chiffraient, au plus haut de la crise à la mi 2012, à 750 milliards d’euros rien qu’envers la Bundesbank. Cependant, elles ont nettement régressé ensuite et n’étaient plus que de 570 milliards d’euros début 2014. Vu que ces mouvements ne reflètent que l’utilisation transfrontalière de crédits de la BCE, ils ne sont pas entachés d’un risque accru et en soi ne traduisent pas une perte. Seul en cas de sortie d’un État membre dont la banque centrale présente un solde d’obligations T2, la possibilité d’une perte peut exister.
Néanmoins, à première vue, les coûts hypothétiques peuvent paraître élevés. Ils restent faibles pourtant en comparaison des avantages financiers et économiques que l’Allemagne a déjà pu retirer du système T2. En effet, les créances T2 de la Bundesbank proviennent quasi exclusivement de ce que des capitaux d’investisseurs et de ménages privés allemands quittent les pays du sud ; près de 400 milliards d’euros sont en cause pour les six seuls pays en crise que sont l’Irlande, Chypre, l’Espagne, le Portugal, la Grèce et l’Italie. Grâce au système, les investisseurs allemands ont pu non seulement réduire ou éviter des pertes dans les pays du sud, mais encore ce capital rapatrié a eu pour effet d’abaisser en Allemagne les coûts de financement pour les banques, les entreprises et l’État allemand. De plus, le système T2 a permis d’empêcher un effondrement des économies des pays en détresse, et a aidé à mettre des liquidités à la disposition des banques de ces pays.
Le grand problème des déséquilibres Target est que le système financier européen est beaucoup trop fragmenté, c’est-à-dire trop axé sur le national. Ces dernières années, les investisseurs allemands ont transféré en direction de l’Allemagne, hors d’autres pays de la zone euro, plus de 1 300 milliards d’euros de capital. Les investisseurs d’autres pays ont agi pareillement, et même les investisseurs des pays en crise ont rapatrié de l’argent d’Allemagne et réduit ainsi le déséquilibre T2. Cette fragmentation engendre d’énormes problèmes et risques pour l’Europe et pour l’Allemagne. La première priorité devrait être l’intégration des marchés financiers à travers une union financière et bancaire.
Loin donc d’être un piège, Target est au contraire une « aide à la fuite » (Fluchthilfe) pour les investisseurs allemands. Selon l’auteur, l’Allemagne est l’un des plus grands bénéficiaires du système, étant donné que celui-ci permet aux investisseurs et aux ménages privés allemands de retirer des capitaux hors des pays en difficulté et de minimiser, voire d’éviter des pertes. Le système a contribué à renforcer la confiance dans les marchés de capitaux et à prévenir une panique sur le marché. C’est un important outil de la politique monétaire, qui permet d’assurer la stabilité financière et des prix. Un système plus restrictif, où les déséquilibres seraient corrigés ou spécialement sécurisés, serait contre-productif et dangereux, car il aggraverait davantage encore la fragmentation des marchés financiers européens.

#### L’Allemagne est bénéficiaire, non victime, de la politique financière de la BCE
L’accord conclu en juillet 2012 entre les chefs d’État et de gouvernement tendant à l’instauration d’une union bancaire dans toute l’Europe, assortie d’une surveillance commune et de la possibilité de filets de sécurité européens destinés en cas de besoin à recapitaliser et sécuriser directement les banques, aurait dû être le grand outil de stabilisation économique, s’il n’avait paru aller trop loin pour beaucoup de décideurs allemands. La BCE précisa ensuite comment elle entendait intervenir sur les marchés. Le programme dit OMT (Outright Monetary Transactions ou Opérations monétaires sur titres) promet que dans le cas d’une attaque spéculative la BCE procédera à l’achat, au besoin illimité, de titres souverains à échéance d’un à trois ans dans les pays de la zone euro, moyennant que ces pays remplissent certaines conditions, à savoir qu’ils consentent à se placer sous le mécanisme de secours MES et répondent effectivement aux préalables de politique économique sous-entendus par ce mécanisme. Le pays ainsi secouru doit en outre continuer à bénéficier de la confiance des marchés financiers et être en mesure d’émettre des titres souverains sur le marché. L’octroi de fonds de secours est d’autre part subordonné à la mise en œuvre efficace de réformes.
Ce que toutefois nul n’avait prévu à l’été 2012, pas même la BCE, est le spectaculaire effet bénéfique qu’eut l’annonce de Mario Draghi du 26 juillet 2012, véritable message de fermeté vis-à-vis des spéculateurs. Les marchés financiers se calmèrent de plus en plus, les taux d’intérêt des titres souverains de pays en crise comme l’Italie et l’Espagne baissèrent progressivement, et surtout, la confiance mutuelle entre banques et autres acteurs financiers commença à se rétablir. Tout cela aida les pays d’Europe du Sud à stabiliser leur économie et permit aux gouvernements de se ménager du temps pour appliquer d’importantes réformes structurelles et budgétaires et aux pays en difficulté d’améliorer leur compétitivité.

##### Le mandat de la BCE
Le mandat de la BCE est la stabilité des prix, ce qui implique qu’à moyen terme (c’est-à-dire sur une période de un à deux ans) la hausse des prix à la consommation soit maintenue en dessous de 2 %. Cependant, depuis 2007, la BCE a fait bien davantage. En 2007 et 2008, elle commença à étendre massivement ses crédits aux banques. Pour les obtenir, les banques sont tenues de donner des garanties, mais au fil des années de crise, la BCE a sensiblement étendu l’éventail des actifs admissibles au titre de garantie, ce qu’elle compensa en n’accordant ses crédits qu’avec de nettes décotes. Les banques pouvaient ainsi obtenir des crédits non pas seulement en euro, mais aussi en dollar. En décembre 2011 et février 2012, les banques pouvaient obtenir des crédits de la BCE d’une durée de trois ans, alors que jusque-là la durée n’était que de trois mois maximum. Ce prolongement permet aux banques une plus grande sécurité pour leurs projets d’investissement. La BCE procéda à des acquisitions propres sur les marchés financiers, et au haut de la crise, décida d’acheter des titres souverains aux pays en difficulté. Par ces démarches courageuses, la BCE a largement concouru à remettre les pays en crise sur la bonne voie. Le programme OMT fut un tournant dans la crise européenne. La promesse faite par Draghi d’assurer la stabilité sur les marchés financiers a permis de mettre un terme au cercle vicieux sur les marchés et dans l’économie réelle. Dans une union monétaire en bon état de fonctionnement, où existerait une union bancaire et budgétaire effective, la BCE n’eût pas été contrainte, pour pouvoir remplir son mandat, de prendre sur elle des missions quasi-budgétaires et de mettre en place le programme OMT.

##### L’Allemagne, victime ou bénéficiaire?
La Bundesbank, et avec elle un certain nombre d’économistes et de personnalités politiques allemandes, critiquent la politique monétaire de la BCE, la jugent trop expansive et partiellement en contradiction avec son mandat. En septembre 2012, ils déposèrent une plainte contre l’OMT devant la cour constitutionnelle de Karlsruhe, laquelle statua en février 2014 que le programme OMT est contraire au droit. Quoique la décision de la cour ne soit pas contraignante pour la BCE, elle signifie de fait la suspension temporaire de ce programme.
Le tribunal constitutionnel interprète le programme OMT comme une violation de l’interdiction faite aux États de se financer auprès des banques centrales. Les juges de Karlsruhe remarquent en outre qu’il ne saurait y avoir de rémission de dette envers la BCE et énoncent que le programme OMT doit être précisément circonscrit ex ante.
Comment se fait-il que l’immense majorité des économistes, pas seulement dans les pays en difficulté, mais dans le monde entier, se prononce en faveur d’une politique active de la BCE et en faveur du programme OMT, tandis que beaucoup d’économistes allemands de leur côté y opposent une résistance farouche ? La raison profonde se trouve selon l’auteur dans les conceptions différentes des objectifs que doit poursuivre une politique économique. La science économique internationale, s’inspirant de l’éthique conséquentialiste issue de l’utilitarisme de John Stuart Mill et de Jeremy Bentham, évalue telle action d’abord en fonction de la question de savoir si elle permet, et avec quelle efficacité, d’atteindre un objectif donné. En Allemagne en revanche, le débat est dominé par une compréhension réglementaire de la politique économique, qui s’enracine dans la déontologie éthique de Kant, et où la fin ne saurait jamais justifier les moyens. Une deuxième raison est la divergence des intérêts nationaux, et la perception que ce qui est bon pour les pays du sud est nécessairement mauvais pour l’Allemagne. L’opposition à la politique des bas taux de la BCE s’explique par la difficulté qu’auront les Allemands de financer les retraites si le rendement de leur épargne et de leurs économies est aussi faible. Depuis la crise financière mondiale de 2008/2009, les taux d’intérêt de la BCE sont retombés à presque zéro, ce qui se répercute sur le rendement que retirent les Allemands de leur épargne. Cependant, il convient d’observer que ce n’est pas la BCE qui est responsable des faibles taux d’intérêt, mais la crise financière. La BCE détermine seulement le taux d’intérêt à court terme, à échéance de quelques mois au maximum, non les taux d’intérêt à long terme, qui concernent les entreprises et les épargnants. Ces bas taux d’intérêt à long terme sont surtout le reflet du faible PIB dans la zone euro et aussi en Allemagne. De plus, la BCE doit prendre en considération le rapport inverse entre taux d’intérêt et croissance. Enfin, les bas taux ne concernent pas toutes les formes de placement ; les actions du DAX p.ex. ont atteint en 2013 un rendement moyen de 23 %, et nombre de biens immobiliers en Allemagne ont vu ces dernières années leur valeur fortement augmenter.
Selon Marcel Fratzscher, il est conseillé de choisir une stratégie de placement plus large et de répartir ses investissements sur plusieurs piliers différents. Les Allemands comprennent encore mal qu’une répartition de leurs économies sur différents modes de placement permet des rendements non seulement plus élevés, mais aussi plus stables. À l’heure actuelle, seuls 14 % des Allemands ont placé une partie de leur épargne dans des actions, alors que cette proportion est de près de 50 % aux États-Unis.
Un autre point de critique souvent formulé en Allemagne est le fort effet de redistribution induit par la politique des taux d’intérêt faibles, redistribution qui tend à se faire en faveur des endettés et aux dépens du patrimoine des épargnants. Mais est-ce un mal ? s’interroge l’auteur. C’est précisément dans une situation économique difficile qu’il est important — et que ce devrait être le but d’une politique monétaire — que les entreprises puissent prendre des crédits pour financer leurs investissements. Les épargnants peuvent eux aussi utiliser ces taux d’intérêt faibles pour améliorer leur prévoyance, en faisant p.ex. l’acquisition d’un bien immobilier, qui est un placement excellent en ce sens. Pourtant seuls 38 % des Allemands sont propriétaires de leur propre immobilier, et encore s’agit-il souvent que d’un logement pour usage propre. Dans la plupart des autres pays européens, ce pourcentage est beaucoup plus élevé, parfois le double, de l’ordre de 70 à 80 %. Les taux d’intérêt faibles, y compris des hypothèques, devraient rendre l’achat de son logement beaucoup plus attractif. Cependant, beaucoup d’Allemands répugnent à s’endetter, et voient les dettes comme quelque chose de négatif, voire d’immoral. Un changement de mentalité se révèle ici nécessaire, estime l’auteur.
Un troisième argument avancé en Allemagne est que la politique de la BCE conduit à la création de bulles et de surévaluations sur les marchés financiers, mettant ainsi en péril la stabilité financière. Beaucoup de banques en effet, disposant de trop de liquidités, sont tentés de spéculer avec une partie de ces sommes sur les marchés financiers. Il est exact que la BCE a pris de gros risques à long terme ; même si elle est parvenue à stabiliser à court terme les marchés financiers et de prévenir un effondrement, les bulles qui se formeraient pourraient avoir des effets négatifs d’ici quelques années. Il existe aussi un rapport inverse entre risques à long terme et à court terme de la politique monétaire de la BCE ; toutefois, la déroute de Lehman Brothers montre clairement combien il est risqué qu’une banque centrale ou que d’autres acteurs importants s’abstiennent d’intervenir en de telles situations.
Un quatrième point de critique est que la politique de la BCE donne de mauvais encouragements aux banques et aux entreprises, et tend à lâcher la pression sur les gouvernements et sur les banques pour qu’ils mettent en œuvre les réformes sans tarder. À l’été 2012, la pression des marchés financiers sur les gouvernements de la zone euro était devenue telle que même en Allemagne, l’introduction d’eurobonds, c’est-à-dire une mutualisation plus poussée des dettes et des risques, vint à être discutée.
Le cinquième argument enfin est la peur d’un emballement de l’inflation. Dans aucun autre pays que l’Allemagne, l’on a assisté pendant la crise européenne à une telle crainte de l’inflation ; dans les autres pays, c’est plutôt la crainte d’une déflation qui prévaut. Nombre d’économies de la zone euro continuent de produire nettement en dessous de leur potentiel, et les prix dans ces pays doivent continuer à baisser, afin qu’ils puissent redevenir compétitifs. De plus, le taux d’inflation de 0,5 % début 2014 se situe très en deçà de l’objectif de stabilité des prix fixé par la BCE. En d’autres termes, si l’Europe doit s’inquiéter de la stabilité des prix, c’est davantage à cause du risque de déflation que d’inflation. La crainte allemande vient probablement de l’hyperinflation qu’a connue l’Allemagne entre 1922 et 1923 ; il est étonnant qu’après plus de 90 ans ce souvenir puisse encore aujourd’hui influencer si fortement les Allemands ; plus étonnant encore est le fait que le souvenir de la Grande Dépression de 1929 à 1935, où la déflation engendra une profonde crise économique, s’est au contraire totalement estompé.

##### Risques pour la BCE
La BCE jouit d’un haut dégré d’indépendance juridique. Son indépendance de fait — c’est-à-dire sa capacité à agir de façon flexible pour remplir son mandat et soutenir l’économie européenne — est toutefois de plus en plus menacée, constate l’auteur. Cette menace s’exerce de quatre côtés. Premièrement, la prédominance écrasante de l’objectif de stabilité des prix dans sa prise de décision. En accumulant les nouvelles mesures, elle a su préserver les marchés financiers de l’effondrement et maintenir à flot les banques en difficulté, et comblé ainsi les carences des différents pouvoirs politiques, qui n’étaient ou ne sont pas à même de, ou pas disposés à, s’attaquer durablement aux causes de la crise financière. De ce fait, la BCE a été acculée dans un rôle de plus en plus élargi, par quoi elle risque à long terme de manquer à son mandat premier, savoir la stabilité des prix.
Le deuxième côté est de nature politique. C’est devenu un sport pour maint politicien aujourd’hui de présenter la BCE comme le bouc émissaire. Cela a entamé sa crédibilité.
Une troisième menace est de nature institutionnelle. En tant que banque centrale pour le compte de 18 États souverains, il est primordial que les décisions soient prises en accord avec les banques centrales nationales. Le conflit latent entre BCE et Bundesbank a connu un nouveau point culminant à la suite du programme OMT. En raison de ce conflit, la BCE voit ses facultés réduites d’agir avec flexibilité, car chaque modification dans la politique de la BCE requiert un processus long et difficile pour parvenir à un consensus.
La quatrième restriction menace du côté juridique. La Cour constitutionnelle de Karlsruhe s’efforce par son arrêt de limiter la neutralité de la BCE, cet arrêt obligeant en effet à traiter les acteurs étatiques différemment des acteurs privés. L’indépendance de la BCE est pourtant censée impliquer qu’elle puisse résoudre les problèmes sur les marchés financiers, sans traiter les emprunts d’État de façon discriminatoire ou privilégiée. Il est vrai que la BCE a par sa participation à la Troïka assumé sciemment et explicitement un rôle politique, susceptible de menacer son indépendance envers le pouvoir politique. Ce devra être, dans les années à venir, la première priorité de la BCE que de récupérer son indépendance de fait. Elle devra manifester de façon crédible sa pleine capacité d’action, et souligner que le programme OMT et l’acquisition de titres souverains appartiennent à sa panoplie d’action. En outre, elle devrait se retirer de la Troïka et dorénavant se borner à une fonction consultative.
Par ailleurs, il y a lieu que la BCE et la Bundesbank aient soin de régler le plus tôt possible leur différend. Plus de transparence et une communication plus ouverte, en particulier à propos de la stratégie poursuivie, est souhaitable et pourrait se faire notamment par la publication de leurs documents.

##### Les risques pour l’Allemagne et pour l’Europe
Les juges de la Cour constitutionnelle ont estimé que le programme OMT de la BCE pourrait conduire à « une redistribution considérable entre les États membres et par là adopter les traits d’une péréquation financière ». Cependant, ce souci témoigne d’une compréhension économique erronée du marché, dont c’est justement la propriété essentielle que de permettre une redistribution des risques, que ce soit à travers des acteurs privés ou publics. Il est par suite contradictoire, juge l’auteur, de vouloir que les mesures que la BCE serait autorisée à prendre soient restreintes à celles n’engendrant aucun effet redistributeur. En effet :

« Par définition, toute union monétaire sous-entend une responsabilité partagée. Cela signifie qu’à certains moments l’Allemagne endosse des risques pour ses voisins, de la même manière que d’autres pays ont en d’autres temps endossé des risques pour l’Allemagne. Ainsi la BCE a-t-elle au début de la décennie 2000 — quand l’Allemagne passait pour « l’homme malade de l’Europe » — maintenu bas les taux d’intérêt en considération de la situation difficile de l’Allemagne. Une communauté de responsabilité financière, qui équivaut à une assurance commune, est cependant quelque chose de foncièrement différent d’une union de transfert, qui redistribue les ressources systématiquement. […] 
L’unité institutionnelle de l’Union est elle aussi remise en cause par l’arrêt de la cour de Karlsruhe. Le tribunal dénie à la BCE la compétence à définir la politique monétaire, et limite ainsi son indépendance. Les justifications économiques de l’OMT données par la BCE sont rejetées comme étant sans pertinence par le tribunal, qui dans ses attendus fait sienne une conception très étroite et dogmatique des phénomènes économiques. Si l’on en agissait selon les représentations des juges, la BCE devrait évaluer a priori chaque mesure monétaire en fonction de ses effets secondaires et non en fonction de la question de savoir si elle est nécessaire à l’accomplissement du mandat de la BCE. »

Si la Cour de justice de l'Union européenne se prononce — comme il faut s’y attendre — en faveur de la BCE, la Cour constitutionnelle allemande pourrait se voir contrainte de requérir la Bundesbank de ne pas donner suite aux décisions de la BCE. Selon l’auteur, cela conduirait à une scission de l’eurosystème, affaiblirait l’influence, jusqu’ici forte, de la Bundesbank, marginaliserait la voix de l’Allemagne dans la politique monétaire européenne, et nuirait gravement à lintégration et à l’harmonisation juridiques de l’Union.

### Le projet allemand pour l’Europe

#### Responsabilité incombant à l’Allemagne
Il incombe à l’Allemagne une responsabilité particulière envers l’Europe. Par sa taille, l’Allemagne jouera toujours un rôle de premier plan dans la prise de décision politique européenne. Son histoire et sa position centrale en Europe doivent la porter à adopter toujours une position conciliatrice favorisant l’intégration européenne. Un troisième élément sont ses actuelles (2014) force et stabilité politiques et économiques. L’Allemagne apparaît comme seule capable, estime l’auteur, de tirer l’Europe de la crise politique et économique. Si, à cet effet, elle a besoin de partenaires, elle ne devra pas s’adresser uniquement à la France, mais aussi à d’autres pays, p.ex. son voisin à l’est, la Pologne.

##### S’accrocher austatu quone ferait que différer la solution de la crise
Un premier scénario consisterait à s’en tenir au statu quo actuel et de poursuivre la voie des petits pas. Cependant, les réformes et mesures européennes existantes ont une très forte probabilité d’être insuffisantes, tant pour tirer l’Europe de la profonde crise actuelle, que pour en éviter d’autres semblables à l’avenir. L’union bancaire, à mettre sur pied entre novembre 2014 et début 2015, sera incapable de résoudre les problèmes d’endettement de nombreuses banques, et les experts doutent que la BCE, en dépit de son indépendance et de sa forte crédibilité, soit capable d’apporter une solution durable aux difficultés des banques. 
De même, par l’absence d’un mécanisme de sanctionnement contraignant et crédible, les mesures de politique financière prévues ne pourront prévenir à long terme une éventuelle future méconduite de tel ou tel gouvernement ; en particulier, les décisions font défaut jusqu’ici établissant de façon crédible la clause de non renflouement externe (no-bailout).
C’est à tort que fut accueillie avec enthousiasme l’annonce en avril 2014 que la Grèce a pu pour la première fois depuis de longues années contracter des emprunts à des taux inférieurs à 5 % sur les marchés financiers. En réalité, ces conditions de financement favorables sont une mauvaise nouvelle pour l’Europe, car elles indiquent que les investisseurs ne prennent toujours pas au sérieux le risque d’insolvabilité de la Grèce, et escomptent que la communauté des États et la BCE se précipiteront au secours de la Grèce en cas de faillite afin de préserver les intérêts des investisseurs privés.
Un troisième point faible sont la crise économique et les problèmes structurels de beaucoup de pays. Le plus grand défi pour les années à venir sera, selon l’auteur, de générer une croissance durable et saine dans la zone euro, croissance qui est la clef et la condition nécessaire pour résoudre tant la crise de la dette publique que le problème bancaire de beaucoup de pays. À l’inverse, si le statu quo devait prévaloir, une stagnation économique dans la zone euro sera probable dans la prochaine décennie.

##### La désintégration n’est pas une solution
Une sortie de l’euro permettrait aux pays en crise de dévaluer leur propre monnaie et de devenir par ce biais plus compétitif. En outre, ils pourraient sensiblement réduire leur dette publique par une forte inflation ou une hyperinflation (et donc par une dépossession de facto des créanciers) succédant à cette dévaluation. Une telle désintégration de l’Europe monétaire aurait, y compris pour l’Allemagne, des avantages incontestables, arguent les eurosceptiques. L’Allemagne pourrait réduire les risques qu’elle a pris à travers les filets de secours FESF et MES ainsi qu’à travers la politique expansive de la BCE. Pour Marcel Fratzscher cependant, ces arguments sont faux et trompeurs :

« Une sortie de l’euro occasionnerait d’énormes coûts, à court et à long terme, pour les pays sortants et pour l’Allemagne. L’expérience faite ces dernières décennies par des douzaines de pays lors de nombreuses crises financières ne permettent pas de douter qu’une sortie de l’euro conduirait à court terme à des banqueroutes massives d’États et d’entreprises. L’ampleur de la dépression et du chômage de masse éclipserait totalement la crise des années passées. […] Les coûts pour l’Allemagne seraient énormes : les banques et entreprises allemandes devraient renoncer à une grande partie de leurs créances. Les exportations allemandes vers les pays de la zone euro — et cela concernera comme auparavant environ un tiers du total des exportations allemandes — se rétracteraient massivement. »

##### Le saut d’intégration comme unique solution durable
La troisième option est un approfondissement de l’intégration européenne visant à parachever l’union économique et monétaire. Une telle union ne peut exister sans un haut degré d’intégration des politiques économiques. Une union budgétaire combinée à une union bancaire fortifieraient les systèmes bancaire et financier européens et réduiraient les risques. Des crises de la dette publique seraient évitées à l’avenir, car il deviendrait nettement plus difficile pour les États de mener une politique financière excessive. C’est là la seule option capable de tirer l’Europe hors de la crise et de donner à l’Union une perspective d’avenir véritable.

#### Une vision pour l’Europe
L’auteur expose ci-dessous la proposition du groupe dit de Glienicke, composé de onze économistes, juristes et politologues allemands. 

##### Le principe de la responsabilité individuelle
Le principe de la responsabilité de chacun, se traduisant par l’interdiction de renflouement externe, est certes juste, mais échoue là où sa mise en application provoque des dommages collatéraux d’une telle ampleur que d’avance ni les créanciers, ni les débiteurs ne croient au sérieux de la responsabilité individuelle de chaque acteur. L’architecture de la zone euro ne pourra être solide que si elle permet d’éviter de tels dommages collatéraux — ce qui sous-entend une plus grande intégration. La clause de non renflouement externe n’est tenable que si, en cas de crise, les débiteurs se trouvent face à des créanciers en état d’absorber des pertes, ce qui en ce moment n’est systématiquement pas le cas. Le système bancaire et financier fragilisé, avec ses acteurs systémiques, se trouve, en cas de crise, en position de rançonner le contribuable européen. Ce pourquoi :

« La zone euro a besoin d’une union bancaire robuste. Le comité commun de surveillance bancaire doit veiller à une capitalisation solide. La restructuration et mise en liquidation bancaires communes doivent respecter l’ordre de priorité des créanciers applicable dans l’économie privée, c’est-à-dire : quand les banques subissent de fortes pertes, seront appelés à les éponger en premier lieu les actionnaires, puis les détenteurs non prioritaires d’obligations, puis les détenteurs prioritaires d’obligations, en enfin le fonds bancaire alimenté par les banques elles-mêmes. Ce n’est qu’après que ces possibilités auront été épuisées que l’on pourra se tourner vers le contribuable européen. »

Il y a lieu de garder à l’esprit que le renflouement d’un banque par l’État entraîne, dans une union monétaire, des effets de redistribution entre les pays. C’est pourquoi les banques doivent être régulées plus strictement au sein de la zone euro que dans les États nationaux dotés de leur propre monnaie.
La responsabilité individuelle des États membres implique aussi la responsabilité individuelle de leurs citoyens ; il est inévitable en conséquence que ceux-ci soient conviés à supporter l’essentiel des charges de la crise et qu’ils doivent se résigner à de douloureuses réformes. Toutefois, la limite de la responsabilité individuelle est atteinte là où les chances de survie élémentaire sont menacées. C’est là que la solidarité au sein de l’Union et en particulier entre ses citoyens doit entrer en jeu.
L’union monétaire ne sera pas durablement stable sans processus de transfert contrôlés, c’est-à-dire sans un mécanisme par lequel, en temps de crise, sont octroyées aux pays des aides limitées. Dans les pays immédiatement menacés d’une faillite de l’État, et qui par suite sont amenés à s’abriter sous les filets de sauvetage, l’on n’aura garde de sacrifier aux impératifs d’austérité les chances de survie élémentaire de leurs habitants, et il pourra être nécessaire de suspendre momentanément les programmes de réforme. Il y aura lieu de mettre en place entre les pays de la zone euro un mécanisme d’assurance, propre à amortir pour la population les conséquences budgétaires d’un effondrement conjoncturel dramatique. La zone euro devrait donc établir une assurance contre les chocs conjoncturels, p.ex. une assurance chômage commune qui viendrait compléter les systèmes nationaux, ce qui aurait pour effet de donner à l’Europe un visage concret pour les citoyens de l’Union. Cependant, l’instauration d’une telle assurance commune serait mise à profit pour obtenir que les réformes trop longtemps retardées soient enfin mises en œuvre. De cette manière, l’intégration du marché européen du travail pourrait être poussée de l’avant et la cohésion macro-économique de la zone euro serait renforcée. 
Le chômage de masse dans les pays en crise requiert une amélioration de la mobilité sur le marché européen du travail, et ce de façon ciblée à l’intention des habitants de ces pays :

« Par des mesures dans le domaine de la formation professionnelle, ceux-là qui par suite de la crise ont perdu leurs moyens de vie doivent être mis en état de trouver du travail dans d’autres pays de la zone euro. Il est inadmissible que l’Allemagne se plaigne d’une pénurie de professionnels, alors qu’en Espagne des professionnels sont à la rue en grand nombre. »

D’autre part, l’Allemagne serait bien inspirée, dans l’actuelle phase (2014) de bas taux d’intérêt, d’investir dans ses infrastructures, afin de créer à la fois de la demande dans la zone euro et de l’emploi pour les citoyens des pays en détresse.
Il conviendra de garantir que l’état de droit soit effectivement respecté dans les États membres (en rappelant au passage que l’Allemagne n’a pas toujours eu un comportement exemplaire en matière de transposition des directives européennes). Dès lors, le renforcement d’un état de droit effectif, garantissant en même temps l’autorité du droit européen, devrait jouir d’une priorité nettement plus haute que p.ex. l’agriculture.
Les limites de la responsabilité individuelle des États membres en temps de crise est atteinte dès lors que la mise à disposition des biens publics communs (raison d’être des unions politiques) est en péril. Si p.ex. un État membre se retrouve dans une situation telle qu’il cesse d’être en mesure de garantir la sécurité des aéroports, alors le trafic aérien européen dans son ensemble risque d’en pâtir. Quand dans un État membre règnent, en rapport avec le traitement des réfugiés, des situations indignes, notre système d’asile européen s’écroule. Quand des pays en crise mettent des barrières à leurs marchés en vue de protéger les producteurs locaux, le marché intérieur commun et la politique commerciale commune s’en trouvent compromis.
Ces différents points — responsabilité individuelle des créanciers, protection des besoins vitaux, respect de l’état de droit, préservation des biens publics communs — constituent le minimum de ce qui est nécessaire pour que l’Europe soit une réussite durable et soit acceptée par ses citoyens.

#### Un agenda politique européen pour l’Allemagne
L’Allemagne devrait mettre au point un agenda d’investissement en concertation avec ses voisins. Elle peut, et devrait, par une croissance intérieure plus dynamique, donner une puissante impulsion à la demande en Europe. La nécessaire mise à niveau du taux d'investissement (notamment des investissements publics, mais aussi privés) pour l’amener à 3 % du PIB aurait pour effet d’augmenter de plus de la moitié la croissance allemande à long terme. Des mesures en ce sens sont prévues dans l’accord gouvernemental allemand (de 2013), en particulier une amélioration du cadre juridique, mesures qui demandent à présent une concrétisation et application résolues. Il faut garder à l’esprit que :

« L’économie allemande représente près d’un tiers de l’économie de la zone euro. Tous les pays en crise ont des interconnexions étroites directes ou indirectes avec l’Allemagne, que ce soit par le commerce ou à travers les marchés financiers. La marge de manœuvre en matière financière et de politique économique dont dispose l’Allemagne à l’heure actuelle fait défaut à presque tous les autres pays de la zone euro. »

La flexibilité et la compétitivité nécessaires pour exister sur les marchés européens et mondiaux manquent à beaucoup d’économies européennes. D’autre part, estime l’auteur, une croissance vigoureuse est la condition fondamentale à un relèvement durable de l’économie de l’Europe. Les entreprises allemandes investissent de plus en plus hors Allemagne (Europe orientale, Asie et États-Unis), et de moins en moins dans le reste de la zone euro. La question est de savoir si l’on pourra réussir à réorienter les investissements allemands vers les pays d’Europe du Sud. Les possibilités d’investissement souvent ne manquent pas, les entreprises et les marchés de ces pays ne sont pas dénués d’attrait, mais la difficulté gît dans la grande incertitude. Si l’on parvient à créer dans toute l’Europe un climat d’investissement attractif et stable, cela serait bénéfique tant pour les entreprises allemandes que pour les pays récipiendaires, qui pourraient grâce au capital et au savoir-faire allemands redevenir plus compétitifs. Des pays tels que l’Italie, l’Espagne ou le Portugal ont beaucoup de bonnes PME, susceptibles de profiter d’une coopération avec des partenaires allemands. Une harmonisation renforcée du marché intérieur y compris pour les services, une meilleure compétition et plus de transparence, et des partenariats public-privé, sont autant d’éléments propres à contribuer à consolider l’intégration des marchés et par là à stimuler les investissements dans la zone euro et dans l’Europe tout entière. Un marché européen plus intégré serait, pour les entreprises allemandes en particulier, plus attractif et améliorerait les perspectives de croissance de l’économie allemande.
Il importe que l’Allemagne surtout se montre capable d’autocritique et s’engage à respecter les règles communes. À cet égard, ce serait un signal très important si la chancelière acceptait explicement et publiquement les procédures et recommandations adressées à l’Allemagne par la Commission européenne. Ce n’est qu’à cette condition que l’Allemagne pourra faire valoir ses prétentions à un magistère moral en Europe. 

##### Parachever l’union bancaire
Selon l’auteur, il est faux de dire que l’Allemagne n’a eu, lors de la mise en place des politiques de secours et des réformes, d’autre rôle que celui de payeur. Dans les négociations européennes communes sur les réformes, la voix de l’Allemagne n’est et n’a jamais été faible, mais au contraire influente, et l’Allemagne a su finalement façonner les réformes dans le sens que voulait le gouvernement fédéral.
Une union bancaire nécessite la mise en place d’institutions crédibles et effectives. La BCE doit être renforcée et doit pouvoir exercer son rôle de régulateur (dans un premier temps seulement des grandes banques, mais à terme de toutes les banques) sans entrer en conflit avec son mandat en matière de politique monétaire. La mise en liquidation de banques, telle que décidée par les ministres des finances en décembre 2013, doit avoir une forte composante européenne, et le cas échéant être exécutée à l’encontre des intérêts nationaux. À cet égard, une mutualisation des risques ne pourra être totalement évitée, ce qui signifie pour l’Allemagne la prise en charge d’un surcroît de risques. À terme, tous les Européens, sans excepter les Allemands, profiteront d’un système bancaire européen plus stable.

##### Jeter les bases d’une union budgétaire
Les institutions européennes existantes ne disposent guère, en particulier en situation de crise, de mécanismes de sanction, afin d’inciter les États à mener une politique budgétaire viable. Une union budgétaire requerra à coup sûr de nouveaux transferts de souveraineté du niveau national vers le niveau européen. Cependant, l’Allemagne serait l’un des grands bénéficiaires d’un tel recentrement de pouvoirs au niveau européen, vu qu’elle n’en subirait pour son compte aucune restriction, mais en même temps aurait moins de risques à assumer venant d’autres États membres. Les pays en crise en profiteraient eux aussi, attendu qu’ils ne disposent plus guère aujourd’hui (2014) d’autonomie sur le plan financier et en sont réduits à se soumettre au diktat des marchés financiers. En définitive, une union budgétaire ne conduirait donc pas à une perte de souveraineté des États, mais dans les faits l’améliorerait au contraire, surtout pour les pays en difficulté financière.

##### Jeter les bases d’une politique de sécurité et d’une politique extérieure communes
Il y a beau temps qu’on aurait dû s’atteler à la tâche d’établir une politique de sécurité et une politique extérieure communes, spécialement depuis que la Chine et la Russie étendent leur sphère d'influence et que la prépondérance mondiale de notre allié les États-Unis s’amenuise. En matière de politique extérieure, il devrait p.ex. être possible d’adopter une stratégie commune en vue d’établir un droit financier et commercial international et d’exploiter les biens collectifs planétaires comme les fonds marins et l’espace. Cela devrait être une évidence pour les pays de la zone euro de revendiquer un siège commun au sein du FMI et de la Banque mondiale. De même, 

« […] s’il y avait une politique extérieure commune effective et des structures de décision centralisées en politique de sécurité, un siège commun au Conseil de sécurité de l’ONU serait un objectif accessible. »

L’Agence européenne de défense devrait dès aujourd’hui permettre de grouper plus efficacement les achats d’équipement militaire, matériel et logiciel, et ainsi briser l’étau que constituent les politiques de sécurité nationale axées sur les industries d’armement nationales. À moyen terme, il y aurait lieu de s’acheminer vers la création d’une marine et d’une défense aérienne commune. Les avantages en termes de coûts seraient en tout état de cause particulièrement élevés.
L’affaire de la NSA démontre que les citoyens de l’Union ne doivent pas s’attendre à une protection efficace de leur vie privée de la part de leurs États nationaux. Ce dont on a besoin est un marché intérieur de la sécurité des données, qui puisse définir des normes sévères de protection des données et de cryptage sur internet.

##### Une union monétaire autour d’un traité sur l’euro
La zone euro aurait besoin d’un nouveau traité spécifique permettant le nécessaire saut qualitatif dans l’intégration de la zone euro. Dans un tel traité viendrait enfin à occuper la place centrale (au lieu de n’être toujours vu en Allemagne que comme sujet à objections constitutionnelles, réelles ou apparentes) ce qui est nécessaire et souhaitable europolitiquement, ce en vue de quoi on hésiterait donc plus à envisager toutes modifications utiles de la loi fondamentale. Cette intégration approfondie devra englober l’ensemble des pays de la zone euro.

##### Un parlement et un gouvernement économique européens
La méthode intergouvernementale de prise de décision n’est plus adaptée aux missions imparties à une union monétaire. Cette inadaptation explique pourquoi la BCE a dû à son corps défendant jouer un rôle aussi essentiel dans la préservation de la monnaie commune, et prouve que l’union monétaire a besoin d’un gouvernement économique pourvu de capacités d’agir. Ledit gouvernement : 

« […] devra être habilité à s’immiscer dans l’autonomie budgétaire des États nationaux. Aussi longtemps que les États membres remplissent leurs obligations, il ne s’agirait que de recommandations non contraignantes. Si toutefois un État membre viole les critères de stabilité, le gouvernement économique devra pouvoir lui faire des prescriptions contraignantes quant à l’ampleur des économies qu’il aura à réaliser — sur quel poste, cela sera laissé à sa discrétion. »

Le gouvernement économique disposera d’un budget, au moyen duquel il alimentera un fonds de croissance, destiné à accompagner les processus de réforme dans les États de la zone euro. Il apparaît logique que cet eurobudget soit abondé par une contribution des États membres, à hauteur de 0,5 ou 1 % de leur PIB. Ce gouvernement devra être élu et contrôlé par un parlement de la zone euro. Le pouvoir politique en effet devra obtenir l’assentiment démocratique avant de poursuivre et d’approfondir le processus d’intégration européenne. Une « offensive de communication » devra être lancée afin de convaincre la population, en particulier allemande, que l’intégration européenne est une bonne chose et qu’il importe de franchir de nouveaux pas vers davantage d’intégration. En effet :

« […] par la crise, l’Allemagne a une chance historique de façonner l’avenir de l’Europe. Cette chance recèle une lourde responsabilité, car l’Allemagne est le seul pays possédant la taille, la stabilité et les capacités économiques pour tirer l’Europe de sa crise actuelle. »

## Réception
Jean-Claude Juncker, président de la Commission européenne, salua la parution du livre en relevant que « Marcel Fratzscher construit des livres-passerelles d’économiste, mais néanmoins intelligibles, sur l’étroite rivière entre illusions allemandes et visions européennes. […] Une lecture obligatoire propre à convertir tous ceux qui croient qu’il existe encore, à l’échelle mondiale, de grands pays européens. À quoi s’ajoute un appel bien documenté à faire le choix entre ou bien voir sombrer l’Europe dans la discorde, ou bien la voir gagner unie. Pour ma part, je suis — comme l’auteur — pour la dernière option ! »
Pour Martin Hellwig, directeur de l’Institut Max-Planck de recherche sur le bien commun, l’ouvrage est une « contribution importante à la discussion sur l’Allemagne et sur l’euro ! Fratzscher montre que la politique de sauvetage de l’euro de ces dernières années n’a pas été imposée du dehors aux Allemands, mais qu’elle a été co-définie par le gouvernement allemand. D’autre part, l’économie allemande ne se porte pas si bien que beaucoup le croient. Les entreprises préfèrent investir à l’étranger, l’infrastructure se délabre, l’on économise dans la formation — et les banques utilisent notre épargne pour de mauvais placements. Déjà, c’est notre capital même que nous entamons. »
Lors de la présentation du nouveau livre, le ministre allemand de l’Économie Sigmar Gabriel le qualifia de « grand enrichissement du débat politique et économique », ajouant que « ce devrait être une lecture obligatoire pour l’AfD ».
Daniel Dettling, dans un article paru dans The European, estime que Marcel Fratzscher « a écrit un livre intelligent, autant pour lui-même que pour le lecteur. Il est totalement au diapason de la Grande Coalition, qui veut moins d’endettement et plus d’investissements, et qui n’a pas encore trouvé le moyen d’expliquer au citoyen qu’il faudra davantage d’Europe. Nous serons tous amenés à payer au bout du compte, mais en même temps nous y gagnerons tous ».
Thilo Sarrazin, dans un long article critique paru dans le Frankfurter Allgemeine Zeitung du 27 octobre 2014, se montre plus réservé. Le livre, écrit-il, déçoit celui qui espérait y trouver de bons et nouveaux arguments dans la discussion sur l’euro et l’Europe. Or, le livre est « d’une lecture exaspérante », car l’on voit ici « un économiste qualifié — ce que Fratzscher est sans contredit — argumenter, pour des raisons manifestement opportunistes, au-dessous de son niveau pendant de longs passages et chercher à berner spécifiquement, avec des cartes plus ou moins truquées, le lecteur ingénu, resp. peu prévenu ». Sa technique discursive consiste à construire « une tête de turc renfermant une série d’errements économiques et politiques, pour ensuite vouer son livre à réfuter lesdits errements. Lors de cette réfutation, il mêle de façon presque inextricable des arguments dignes d’examen et corrects avec toutes sortes de jugements de valeur et d’affirmations factuelles fausses ». Sarrazin remarque qu’« il n’y a guère de personne sérieuse qui se fasse les trois illusions postulées (et fort justement combattues) ». Assurément, sa critique de la politique économique allemande contient beaucoup de choses exactes, notamment la « carence d’investissement qu’il critique et qui, au moins dans le domaine des infrastructures de transport et d’informatique, existe réellement ». Aucune personne sensée ne prétend que l’Allemagne n’aurait nul besoin de l’Europe et de l’euro ; l’ouvrage de Sarrazin intitulé Europa braucht den Euro nicht (l’Europe n’a pas besoin de l’euro) avait « clairement pour fondement l’idée que l’Allemagne a sans aucun doute besoin de l’Europe, mais que la confusion commence dès qu’une équation est établie entre euro et Europe. Cette équivalence est dans le livre de Fratzscher également le point de départ d’embrouillements de grande ampleur. L’assertion de Fratzscher selon laquelle l’euro aurait en quelque façon contribué à la croissance et à l’emploi en Allemagne et dans d’autres pays de la zone euro, est foncièrement fausse ». Hautement critiquable apparaît selon Sarrazin le récit que fait Fratzscher de la période précédant l’euro : « les régimes monétaires européens depuis l’effondrement du système de cours fixes de Bretton Woods n’ont justement pas entraîné de forte inflation et de vaines courses à la dévaluation, mais s’accompagnaient au contraire d’une baisse continue des niveaux d’inflation, pendant qu’en même temps la faculté d’ajustement des taux de change offrait une issue aux pays qui tendaient à une inflation structurellement plus élevée. » Est erronée également la thèse selon laquelle l’euro aurait accéléré l’intégration économique entre les États membres, car « c’est bien plutôt l’inverse qui s’est produit : depuis l’instauration de l’euro en 2000, l’on a assisté à une régression continue de l’importance des pays du sud de la zone euro dans le commerce extérieur de l’Allemagne. De même, les niveaux de croissance et d’emploi tendent plutôt à diverger ». Contrairement à ce qu’écrit Fratzscher, toutes les propositions quant à la façon de stabiliser la zone euro dans la situation actuelle « vont en direction d’un élargissement de la responsabilité financière commune ou d’une hausse des transferts budgétaires, ce qui vaut du reste aussi pour la proposition de Fratzscher de, p.ex., mettre en place une assurance chômage européenne ». Sarrazin souligne que « les différences de taux d’emploi entre les pays de l’union monétaire sont essentiellement la conséquence de réglementations différentes du marché du travail et de régulations nationales différentes. Une assurance chômage commune aurait pour effet de mutualiser les conséquences financières de politiques nationales différentes et ainsi d’affranchir davantage encore les gouvernements des pays en crise de la nécessité d’assumer la responsabilité de leur propre politique ». L’exposé de Fratzscher sur « le piège du Target » est, selon Sarrazin, au-dessous du médiocre. Sa discussion de la politique monétaire de la BCE est en revanche relativement nuancée, estime Sarrazin. La dernière section — la Vision allemande pour l’Europe — « contient mainte chose exacte, mais malheureusement pas ce que son titre annonce, à savoir un tableau de l’Europe, de ses institutions et de sa coopération depuis 20 ans. Après lecture, l’on ne sait toujours pas comment l’Allemagne sera en mesure de faire admettre à la France ou à l’Italie des conditions préalables contraignantes en matière de politique financière ou de réformes structurelles ». En conclusion, Thilo Sarrazin ne voit dans le livre de Fratzscher qu’« une étude de complaisance politique à l’intention de Merkel, Schäuble et Gabriel. Manifestement, on escomptait de lui qu’il crée un contre-poids argumentaire à Sinn et à d’autres critiques malaimés ; il n’y est aucunement parvenu ».